# Zespół pałacowo-parkowy w Ostromecku
Zespół pałacowo-parkowy w Ostromecku – zespół rezydencjalny, obejmujący dwa pałace i park, zlokalizowany na skarpie doliny Wisły w Ostromecku w powiecie bydgoskim, od 1996 roku jest własnością miasta Bydgoszczy. Stanowi regionalny ośrodek kulturalny i rekreacyjny. Mieści m.in. muzeum zabytkowych fortepianów.

## Historia

### Okres staropolski
Pałac stary w Ostromecku powstał w miejscu dawnego dworu rycerskiego (XIII w.), a od 1570 roku szlacheckiego. Ostromeckie dobra ziemskie od XV w. posiadała rodzina Ostromęckich herbu Pomian. W 1585 roku Bartolomaeus Ostromięczki, chorąży chełmiński, hetman polny, za gorliwą służbę otrzymał w darze od króla Stefana Batorego dobra we wsi Adsel (ob. Gauijena) i terytorium Ruinen (ob. Rūjiena) na terenie historycznych Inflant. Z Ostromeckiem związane były sąsiednie folwarki: Izbice i Reptowo, gdzie właściciele ostromeccy posiadali dobra ziemskie, młyn wiatrowy, warsztaty rzemieślnicze oraz prowadzili hodowlę owiec. W 1630 roku majętności ostromeckie nabył na własność szlachcic Jan Dorpowski herbu Leliwa. Efektem jego działań była m.in. budowa skromnego dworu szlacheckiego oraz dzierżawa olędrom (menonitom) terenów w dolinie zalewowej Wisły m.in. w Strzyżawie, Małej i Wielkiej Kępie, Rafie i Mozgowinie. Około 1680 roku doszło do zmiany właścicieli Ostromecka drogą zawarcia związku małżeńskiego podkomorzego płockiego Pawła Mostowskiego herbu Dołęga z Katarzyną Dorpowską herbu Leliwa. Ich jedyny syn Bogdan Teodor Mostowski herbu Dołęga (zm. 1756) odziedziczył po matce Ostromecko, a po ojcu Mostowo i miasteczko Kuczbork w województwie płockim. Związany był małżeństwem z Ludwiką Kruszyńską kasztelanową gdańską.
27 maja 1708 roku podczas trwającej wojny północnej dwór został doszczętnie spalony, a majątek splądrowany przez oddział dragonów szwedzkich z regimentu pułkownika Karola G. von Marschalcka. Odbudowany dwór Bogdana Teodora Mostowskiego przedstawiony jest na panoramie Ostromecka od strony Wisły wykonanej w latach 1738–1744 przez Georga Friedricha Steinera. Istniał tu wówczas murowany, parterowy dwór o ośmiu pokojach i trzech piwnicach, otoczony ogrodem włoskim, a we wsi folwark ze spichrzami, stajniami, owczarnią i zapleczem, stawy rybne, młyn wiatrowy i wodny, browar, gorzelnia, cegielnia oraz karczma. W tym czasie w skład majętności ostromeckiej wchodziły wsie folwarczne: Ostromecko, Izbica (ob. Nowy Dwór), Reptowo oraz wsie olęderskie: Wielka i Mała Kępa, Strzyżawa i Mozgowina.
W 1748 roku dobra ostromeckie i mazowieckie odziedziczył Paweł Michał Mostowski herbu Dołęga (1721–1781), wojewoda pomorski w latach 1758–1763, znany z ambicji i wystawnego życia. W karierze pomagała mu magnacka rodzina Czartoryskich oraz minister saski Henryk Brühl. W latach 50. XVIII w. w miejsce skromnej szlacheckiej rezydencji w Ostromecku wybudował pałac w stylu baroku drezdeńskiego, zwany obecnie Pałacem Starym. Za jego rządów miejscowość przeżywała jeden z najświetniejszych okresów w swej historii. Dzięki bliskim związkom z dworem królewskim uzyskał on 25 sierpnia 1750 roku od Augusta III Sasa przywilej lokacyjny na założenie w Ostromecku miasta, a w 1767 roku czynił starania o sprowadzenie do miejscowej parafii zakonu paulinów. Z powodu ówczesnej niesprzyjającej sytuacji społeczno-politycznej oba zamierzenia zakończyły się niepowodzeniem. Jednocześnie w wyniku rozrzutnego stylu życia Pawła Mostowskiego, majątek ostromecki został zadłużony i objęty sekwestrem.

### Okres zaboru pruskiego
Po I rozbiorze Polski w 1772 roku Ostromecko zostało wcielone do Królestwa Prus. Władze pruskie dobra ostromeckie wystawiły na licytację, a w 1776 roku przekazały arendarzowi Voigtowi w dzierżawę. W październiku 1794 roku w Pałacu Starym rezydował oddział polskiego wojska powstańczego (insurekcja kościuszkowska) pod wodzą gen. Michała Sokolnickiego, który został wysłany przez gen. Henryka Dąbrowskiego z Bydgoszczy na ziemię chełmińską. Na wieść o klęsce pod Maciejowicami, wojsko powstańcze pomaszerowało do Warszawy.
W tym okresie majątek ostromecki co kilka lat zmieniał właścicieli, będąc przedmiotem spekulacji gruntami. W 1780 roku nowym właścicielem został oficer pruski Freiherr Karl von Birkhan, od 1797 roku Karl Friedrch Goldbeck, zaś w 1804 roku zakupiła je bogata kupiecka rodzina Schönbornów z Grudziądza. Początkowo nowy właściciel Ostromecka i przyległych folwarków zarządzał nimi nadal mieszkając w Grudziądzu. W latach 1806–1808 pałac stary poddał remontowi, m.in. przebudował dach budynku. W październiku 1806 roku w pałacu starym gościła przez kilka dni pruska para królewska Fryderyk Wilhelm III i jego żona Ludwika, ratująca się ucieczką z Berlina do Prus Wschodnich przed wojskami Napoleona.
Na początku 1807 roku w Ostromecku pojawiły się wojska francuskie. Pruską administrację usunięto, a miejscowość znalazła się w departamencie bydgoskim Księstwa Warszawskiego. W czerwcu 1812 roku przez Wisłę koło Ostromecka przeprawiał się Napoleon Bonaparte podążając na wojnę do Rosji. Po kongresie wiedeńskim w 1815 roku Ostromecko i okolice wcielono do Królestwa Prus.

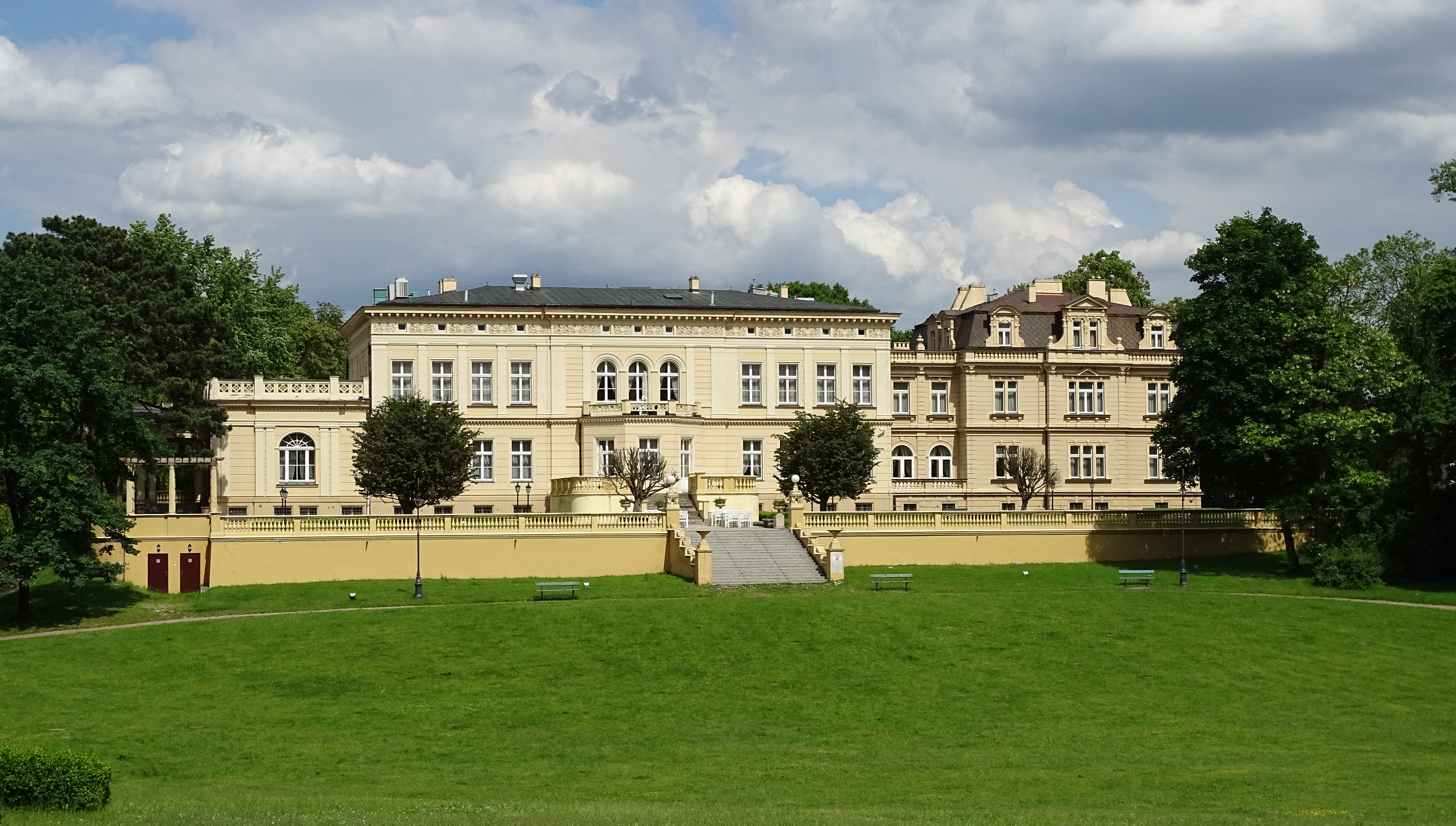
Pałac Nowy[18] i pałacyk myśliwski
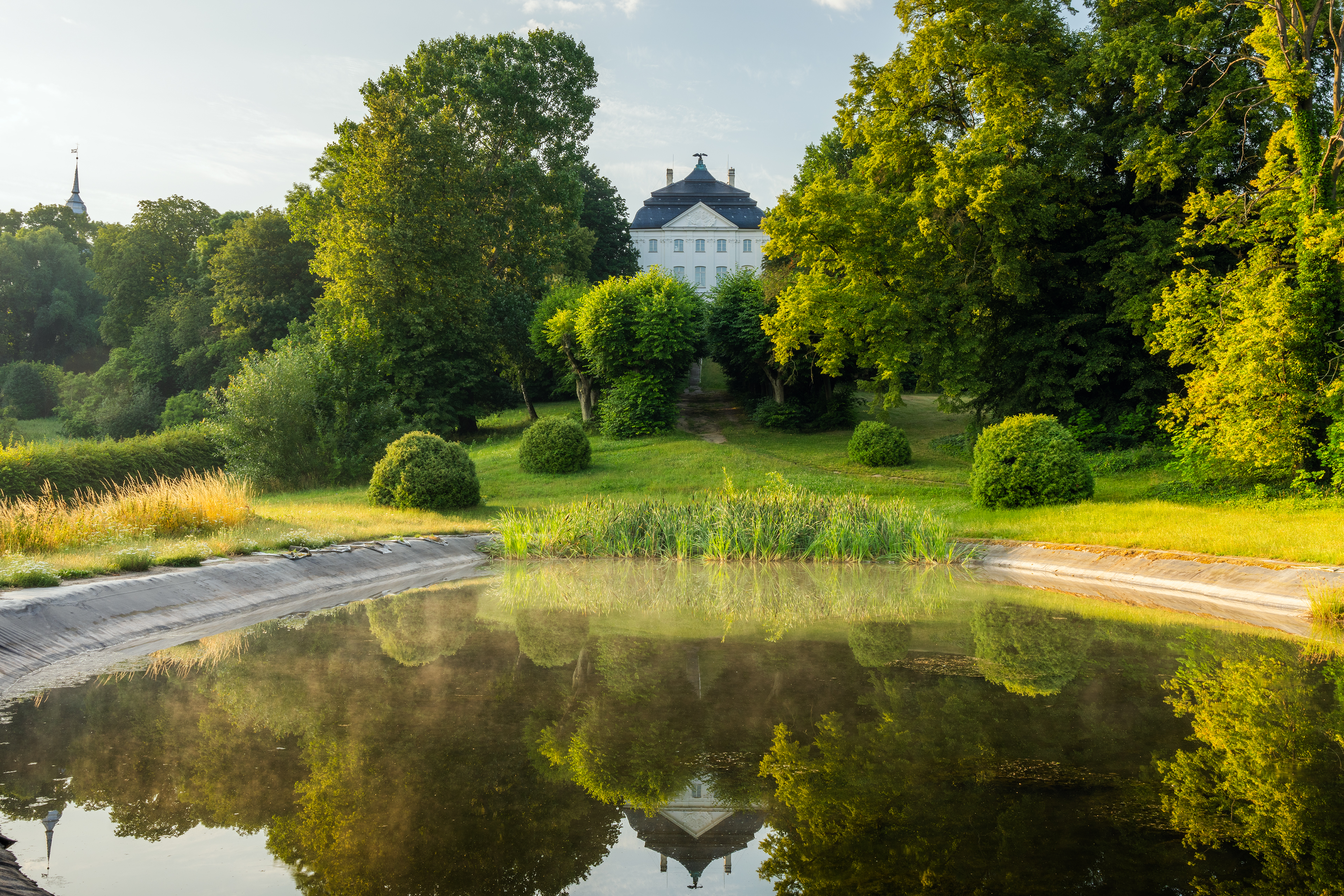
Pałac Stary od skarpy Wisły
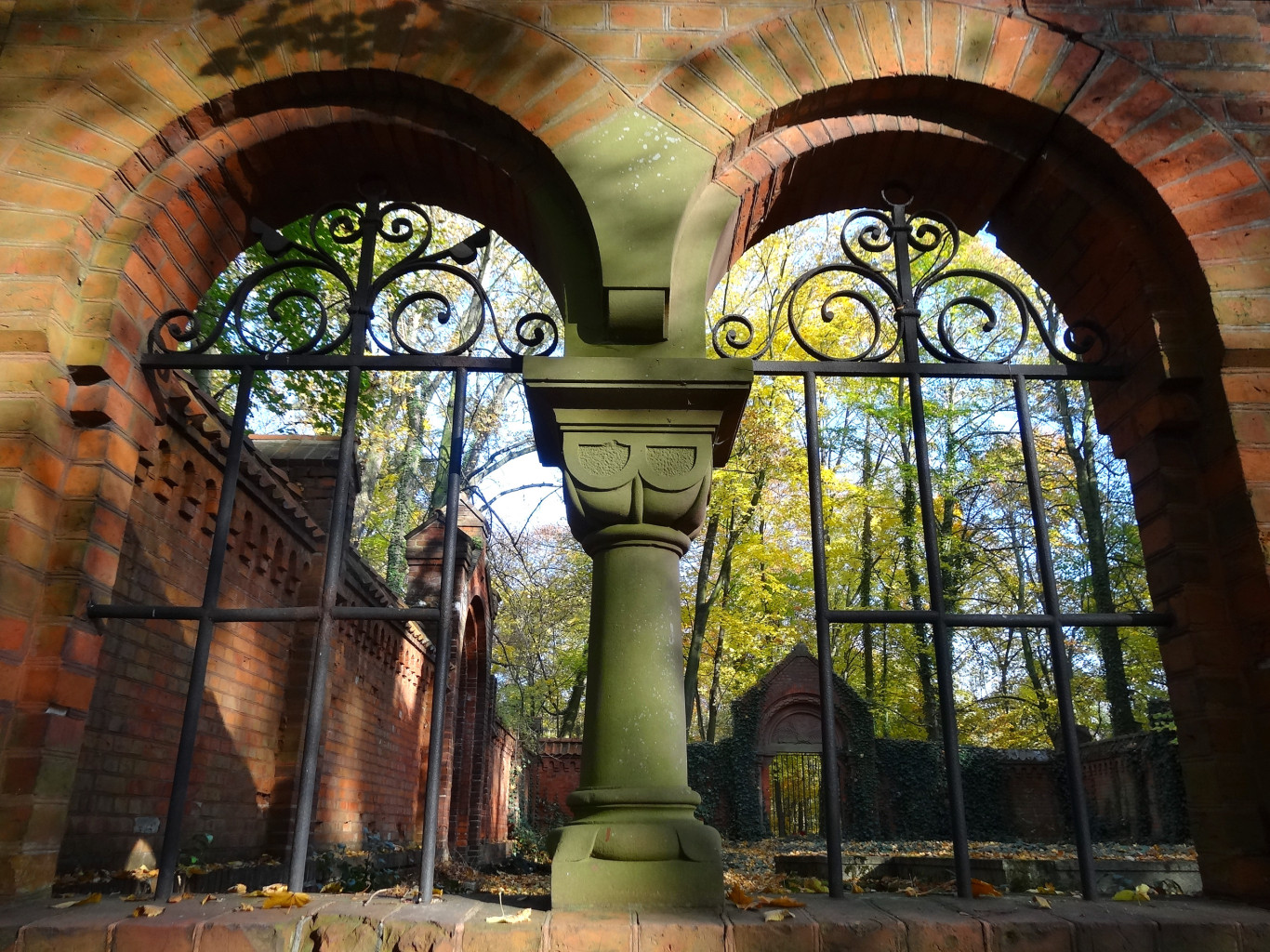
Mauzoleum rodziny Avensleben-Schönborn
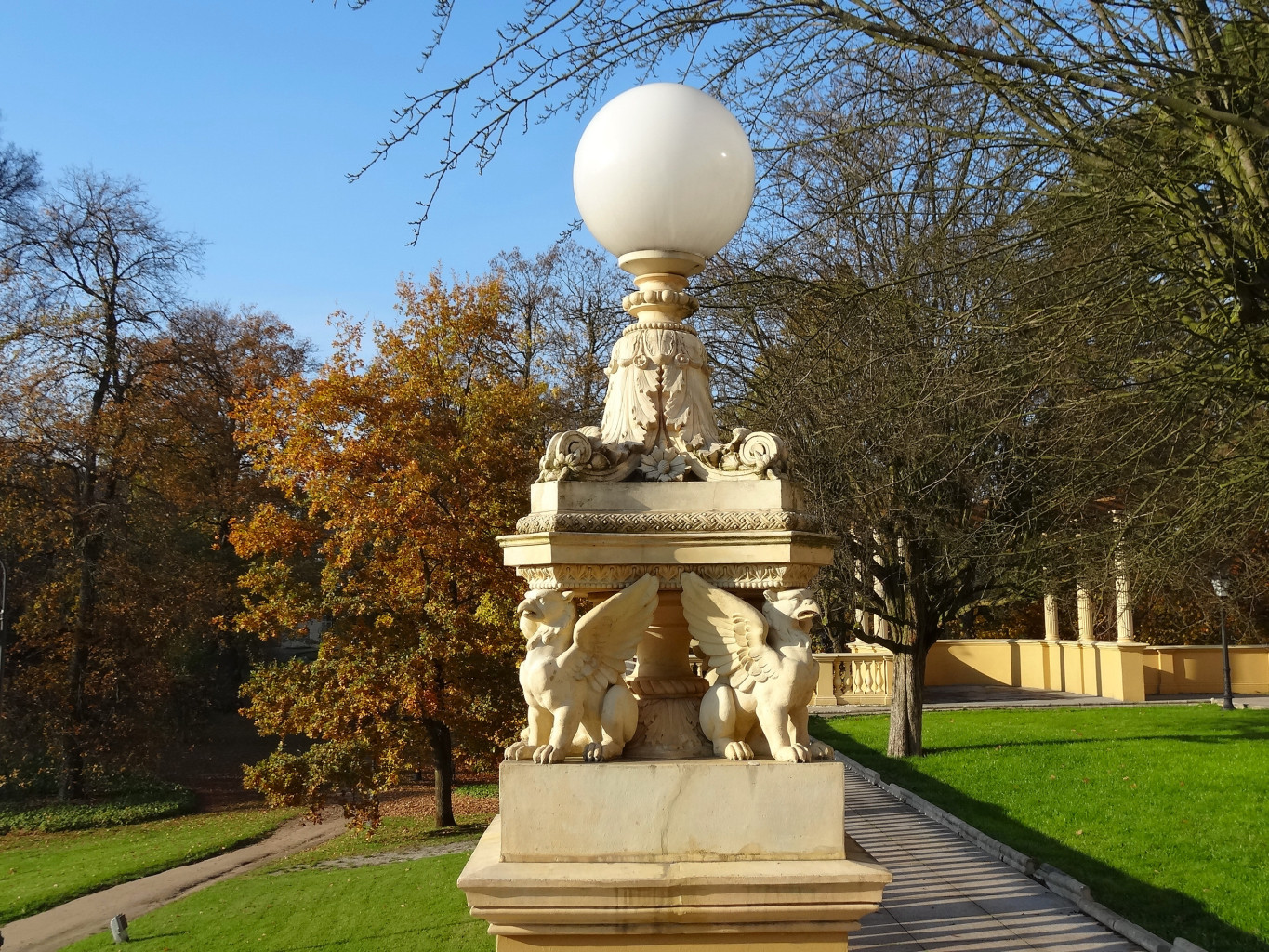
Gryfy podtrzymujące latarnie
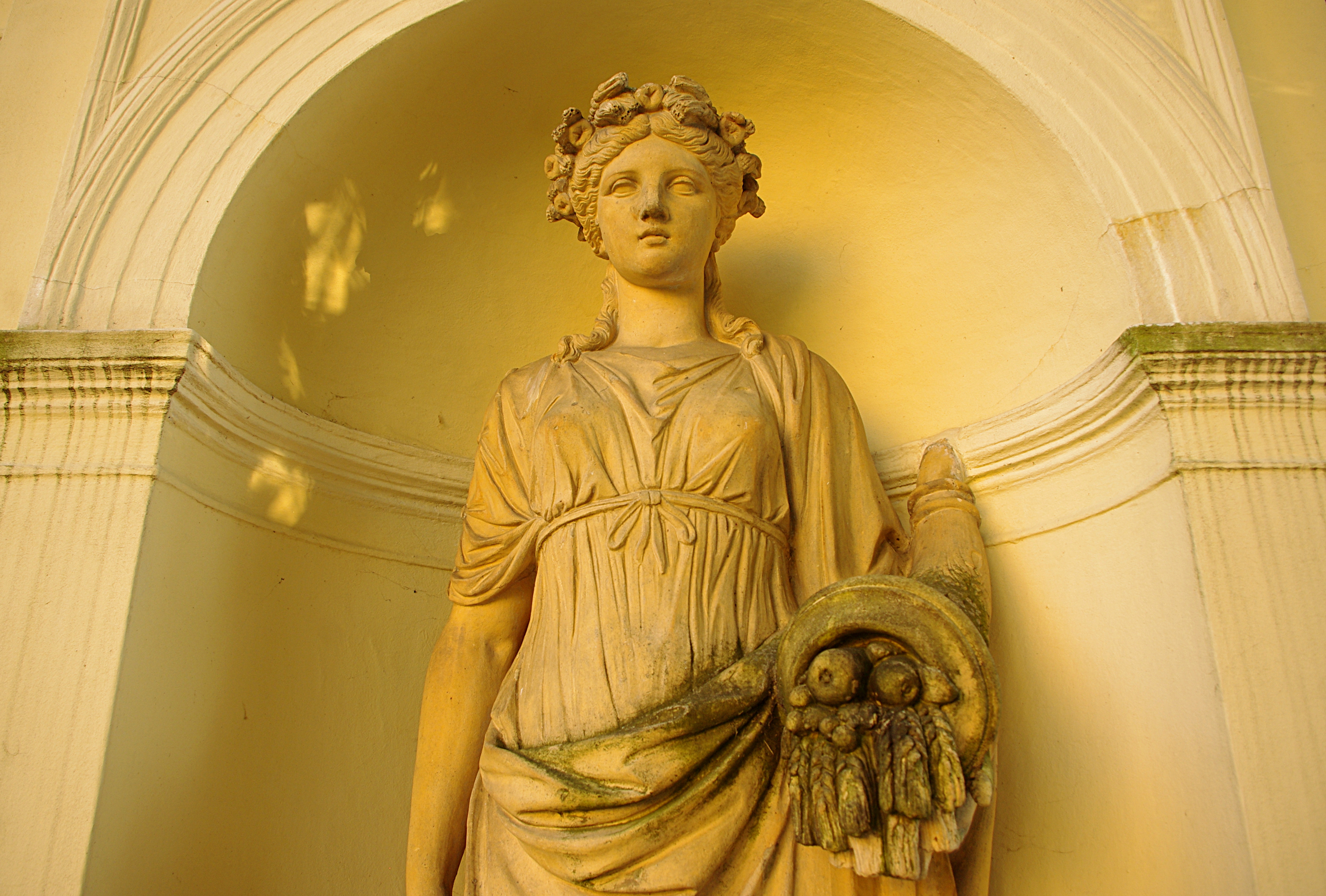
Antyczna rzeźba

W tym czasie Jakub Marcin Schönborn prowadził ożywioną działalność gospodarczą i finansową, a w 1812 roku otrzymał szlachectwo od księcia warszawskiego Fryderyka Augusta. W okresie realizacji pruskiego ustawodawstwa uwłaszczeniowego (1823–1850), administracja Schönborna część ziemi przekazała chłopom na własność, a małorolnych zmuszała do pracy w folwarku i rodzącym się przemyśle dworskim. Ogółem na terenie klucza ostromeckiego w I połowie XIX w. znajdowało się około 20 jednostek gospodarczych. W 1832 roku Jakub Martin Schönborn zlecił budowę nowej rezydencji tzw. Pałacu Nowego, na podstawie projektu wykonanego w berlińskiej pracowni architektonicznej Karla Friedricha Schinkla. Jednocześnie przystąpił on do urządzenia parku krajobrazowego w stylu angielskim zaprojektowanego przez pruskiego ogrodnika królewskiego Petera Josepha Lennégo. Nowy pałac stanął na miejscu nieukończonego budynku ratusza miejskiego, który w 1760 zaczął wznosić Paweł Michał Mostowski.
W 1840 roku spadkobiercą majątku został Gottlieb Marcin Vertraugott von Schönborn (1826–1874), który w 1844 roku przekształcił dobra ostromeckie we własność rodzinną, których jedynym spadkobiercą mógł być najstarszy syn właściciela. Poświęcił się on całkowicie ziemiaństwu, inwestując w produkcję rolną i przetwórczą, budownictwo i zalesianie gruntów. Kontynuował również budowę rodowej rezydencji. Projektantem był Edward Toetz z Berlina, pracami budowlanymi kierował Artur Goebel, stolarkę wykonał cieśla z Dolnej Grupy Kauffmann, a oprawę plastyczną malarz Arndt. W sąsiedztwie Pałacu Nowego, w latach 1858–1861, m.in. z kapitałów Schönborna zbudowano kościół ewangelicki pw. św. Pawła (rozebrany w 1957 roku), a w latach 1853–1856 drogę ze Strzyżawy do Dąbrowy Chełmińskiej. Przy tej okazji właściciel Ostromecka zmienił przebieg tej drogi tak, aby pałac był widoczny z daleka.
W 1873 roku nastąpiło połączenie rodów Schonbornów i Avenslebenów w Ostromecku poprzez małżeństwo jedynej sukcesorki Marty Matyldy Marii Schönborn (1854–1915) z  Albrechtem von Avenslebenem (1840–1928), pochodzącym z Saksonii (ich herby von: Avensleben (L) i Schönborn (P) znajdują się we frontonie od strony ogrodu włoskiego). Posag wniesiony przez Marię stanowiła ordynacja Ostromecka, m.in. 2906 ha gruntów (w tym 1771 ha lasów), gorzelnia, młyny, cegielnia. Od 1880 roku Alvensleben figurował oficjalnie jako pan majoratu ostromeckiego, a w 1888 roku otrzymał od cesarza niemieckiego Fryderyka III tytuł hrabiego von Alvensleben-Schönborn, związanego z majątkiem Ostromecko. Albrecht von Alvensleben w 1891 roku dokonał rozbudowy Pałacu Nowego o eklektyczny pałacyk myśliwski, przebudował Pałac Stary oraz upiększył park pałacowy wyposażając go w szpalery drzew, aleje i pergole. W latach 1878–1887 w przypałacowym parku wybudował neoromańskie mauzoleum grobowe, w którym złożono doczesne szczątki dziesięciu członków rodziny Schönbornów i Avenslebenów. W 1894 roku w dniu otwarcia mostu fordońskiego przez Wisłę w rezydencji gościł cesarz niemiecki Wilhelm II Hohenzollern.
Pod koniec XIX w. majątek ostromecki zaliczał się do największych w powiecie chełmińskim. Obejmował obszar 3 tys. hektarów, na których działało siedem folwarków, tartak, gorzelnia, cegielnia oraz wytwórnia wód mineralnych, od imienia Marty Matyldy Marii Schönborn zwane źródłem Marii (niem. Marien-Quelle). W majoracie ostromeckim intensyfikowano produkcję, stosowano nowe metody gospodarowania oraz wprowadzano mechanizację prac polowych. W 1890 roku Albrecht von Alvensleben uzyskał zgodę władz pruskich na odziedziczenie majoratu przez swoją żonę Martę von Alvensleben z domu Schönborn, a w 1904 roku otrzymał dziedzicznie miejsce w Izbie Panów parlamentu pruskiego i tytuł doradcy cesarskiego w stulecie przejęcia dóbr ostromeckich z rąk polskich.
Hrabia Albrecht i jego małżonka Marta mieli siedmioro dzieci:
- córkę Frederike (1874–1926) – zamężną z Aleksandrem Bonawenturą von Schickfus;
- syna Joachima Martina (Jomara, 1877–1967) – jako spadkobierca matki przejął Ostromecko i był sukcesorem rodu Alvenslebenow-Schönbornow, a w wieku 15 lat służył już w wojsku w Poczdamie jako kadet;
- Albrechta Udo Wilhelma (ur. 1879) – prawnika i ekonomistę, który od 1928 roku samodzielnie gospodarował w saksońskich dobrach Avenslebenów w Elxleben;
- Marię Martę (ur. 1881) – zamężną z ziemianinem Ottokarem von Möllendorffem w Saksonii;
- Gebharda Johanna (ur. 1884) – żonatego z Ruth, hrabiną von Kalnein, właściciela majątku Głuchowo na Ziemi Chełmińskiej; w czasie II wojny światowej był dowódcą Selbstschutzu w Chełmży, który dokonywał masowych mordów na Polakach
- Elisabeth Helene Matylde (ur. 1889) – zamężną z ziemianinem Burhardem von Veltheim,
- Ludolf Busso (ur. 1891) – otrzymał dobra w Cichoradzu na Ziemi Chełmińskiej; II wojnę światową spędził w Szwajcarii, uchodząc za przeciwnika Adolfa Hitlera.

Rodzina właścicieli Ostromecka była donatorem wielu przedsięwzięć w Ostromecku oraz uczestniczyła w życiu religijnym zarówno parafii ewangelickiej, jak i katolickiej. W 1904 roku przy okazji swej wizyty na Pomorzu, Ostromecko odwiedził po raz drugi Wilhelm II Hohenzollern, gdzie był z przepychem podejmowany w Pałacu Nowym. Kubek, pamiątkę po tej wizycie, przechowywano w skarbcu rodzinnym Alvenslebenów. W latach 1905–1912 z inicjatywy Albrechta von Alvenslebena rezydencję kolejny raz rozbudowano wedle projektu poznańskiego architekta Henryka Spiera o salę balową i rozległe tarasy z tralkową balustradą, pergolami i schodami. Taras łączył się z parkiem pałacowym o charakterze krajobrazowym oraz z punktem widokowym na Wisłę.
W 1908 roku najstarszy sukcesor Ostromecka Joachim Martin (Jomar) poślubił polską hrabiankę Katarzynę Bnińską (1884–1969), posiadającą majątki w miejscowościach Dąbki i Samostrzel.
Do Ostromecka małżonkowie przenieśli się na krótko przed wybuchem I wojny światowej. Z ich małżeństwa przyszli na świat dwaj synowie:
- Albrecht Werner (1906–1965), zwany „Tito”, co po hiszpańsku znaczy „mały” (był nieślubnym dzieckiem matki, poczętym w Hiszpanii);
- Ludolf (1910–1996), zwany „Lulu”.

W 1915 roku po śmierci matki i wyjeździe ojca na stałe do Saksonii, Joachim Martin von Alvensleben-Schönborn został pełnoprawnym dziedzicem Ostromecka. Podczas I wojny światowej służył w kawalerii niemieckiej otrzymując od cesarza Niemiec stopień rotmistrza i odznaczenia. W 1918 roku po klęsce Niemiec powrócił do Ostromecka, gdzie objął majątek. Nie zastał tam już żony, która opuściła go i zamieszkała w swojej willi w Sopocie, a później w bawarskim Oberstdorfie. W 1921 roku rozwiodła się z mężem, ale dzieci, wyrokiem sądu pozostały przy ojcu. Synowie, starszy Albrecht Werner (Tito) i młody Ludolf (Lulu), pozostali przy ojcu w Ostromecku i uczęszczali do szkół w Bydgoszczy.

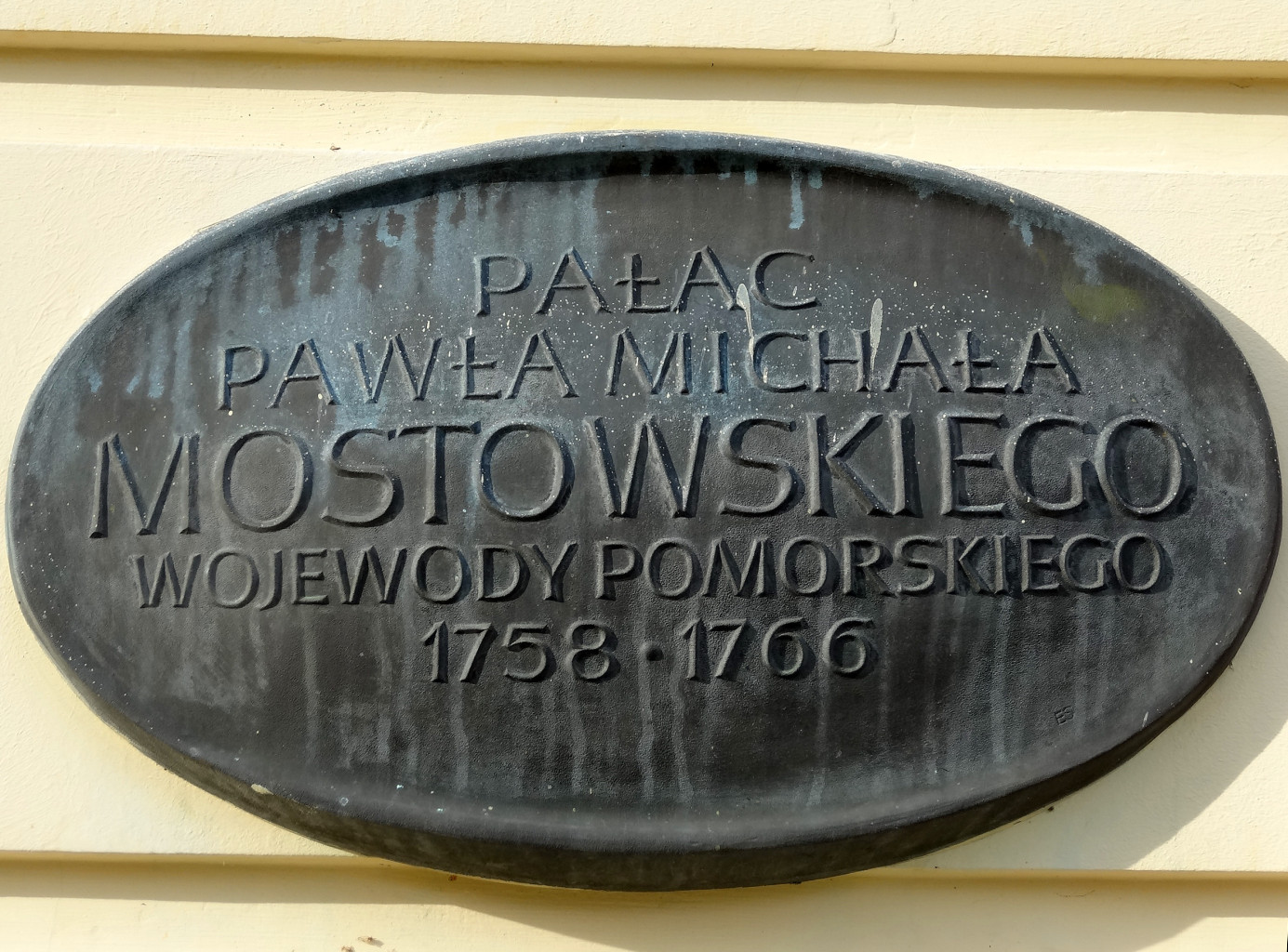
Medalion
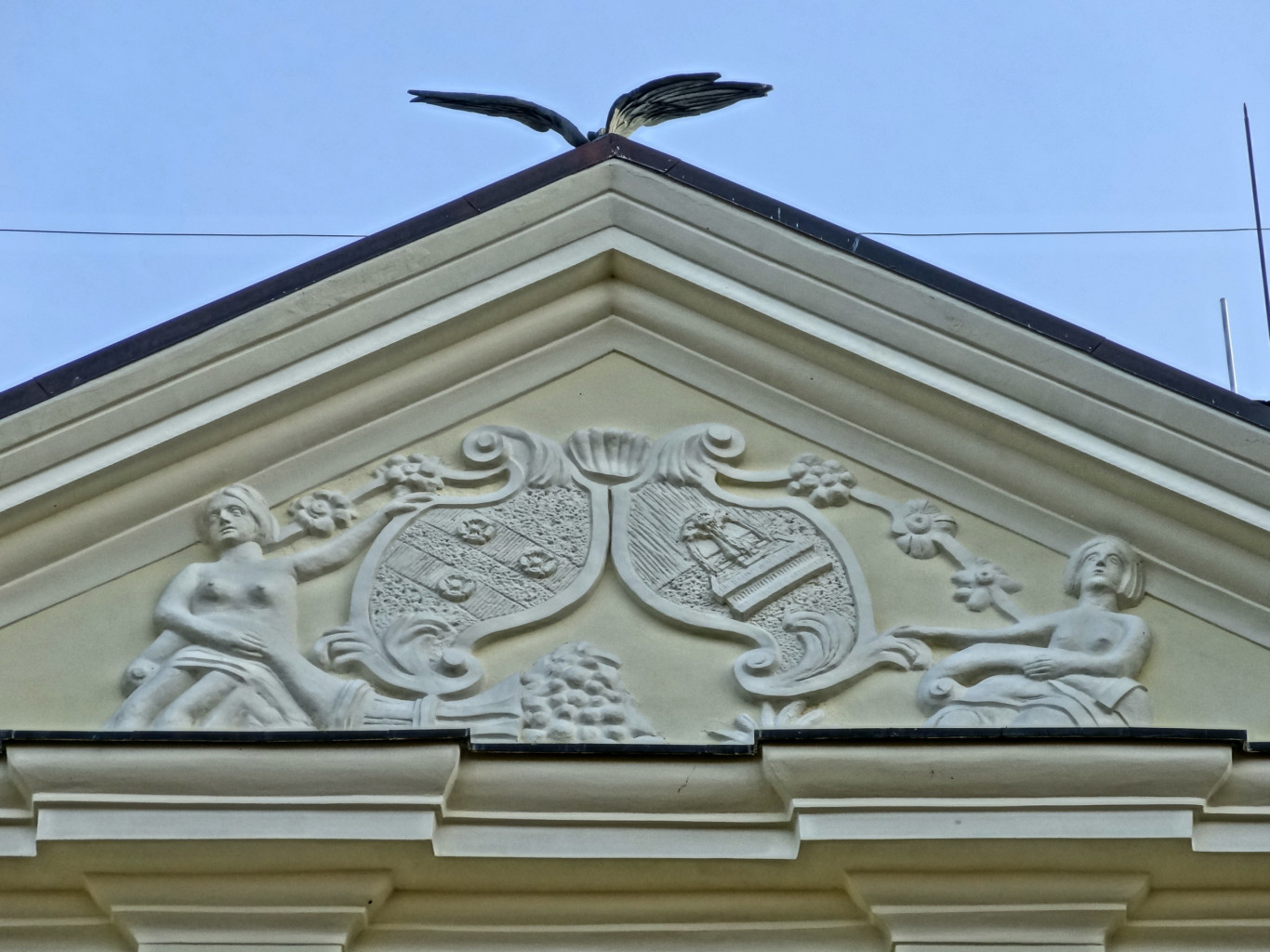
Herby von Alvensleben i Schönborn
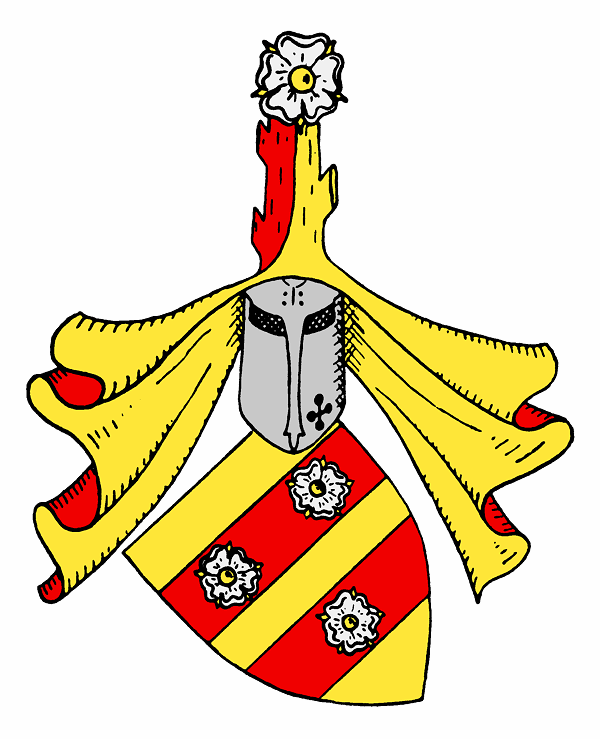
Herb von Alvensleben
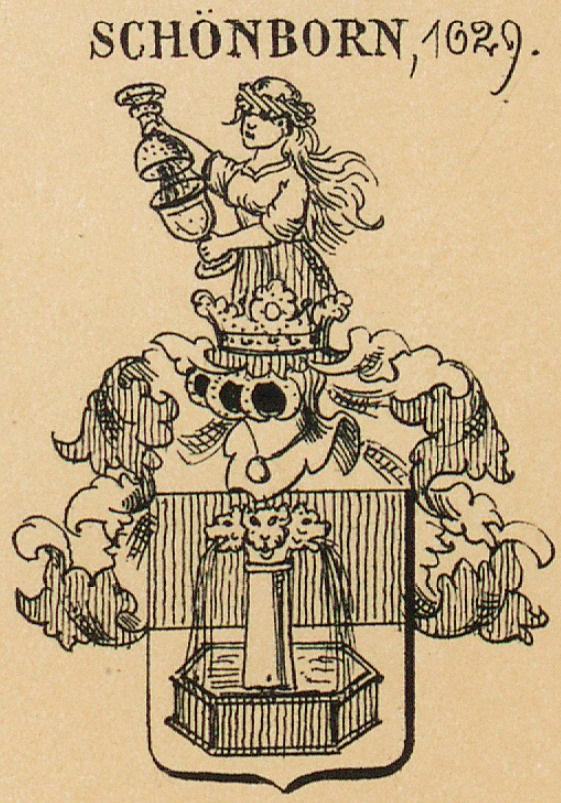
Herb von Schönborn
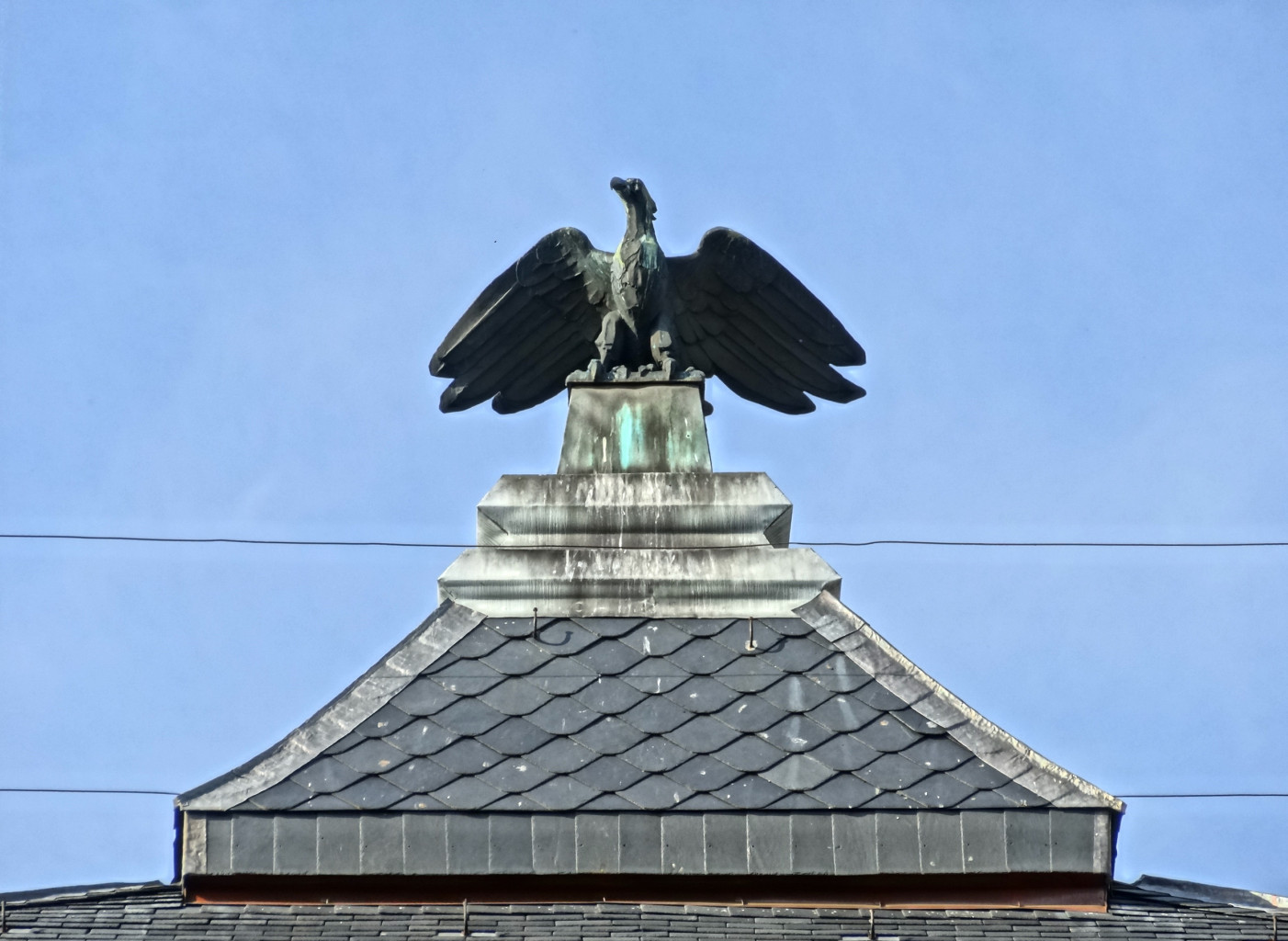
Rzeźba orła

### Okres międzywojenny
W 1920 roku Ostromecko na mocy traktatu wersalskiego zostało włączone w skład państwa polskiego. Ordynacją ostromecką zarządzał hrabia Joachim von Alvensleben – obywatel polski, narodowości niemieckiej, wyznania ewangelickiego, przychylnie ustosunkowany do władzy polskiej. Zatrudniał Polaków i parcelował dla nich ziemię, w 1930 roku finansował w Ostromecku pomnik wolności na cześć 10-lecia odzyskania niepodległości, a w czerwcu 1939 roku przekazał 6 tys. zł na Fundusz Obrony Narodowej. Będąc właścicielem 3242 ha lasu, organizował towarzyskie polowania z udziałem ziemiańskiej elity oraz prowadził w Ostromecku hodowlę zarodową koni pełnej krwi angielskiej. Alvenslebenowie posiadali prywatny tor wyścigowy. Ich najlepszymi wychowankami były konie o imionach Piękna Barbara i Bandyta, które zwyciężały w wielu biegach i zdobywały renomowane nagrody na imprezach krajowych oraz zagranicznych. W 1927 roku ordynacja Ostromecko składała się z 7 majątków samodzielnych, gorzelni, tartaku, dwóch cegielni, wytwórni wód mineralnych oraz stadniny koni. Zajmowała obszar 6235 ha, w tym 2566 ha gruntów ornych i 2974 ha lasów. Ordynacja utrzymywała kościoły katolickie w Ostromecku i Boluminku, kościół ewangelicki oraz kaplicę na cmentarzu rodu Avrensleben-Schönborn. Źródłem największych dochodów i prestiżu była woda mineralna „Marien-Quelle”, eksportowana za granice i uhonorowana medalami gospodarczymi (1895, 1898, 1927).
Administracją ordynacji kierował młodszy syn Ludolf, który według planów ojca, miał dziedziczyć majątek. Generowało to konflikt ze starszym synem, który reprezentował całkowicie odmienne poglądy narodowościowe. Skonfliktowany z ojcem Werner w 1924 roku zamieszkał w odległym ok. 13 km od Ostromecka folwarku we wsi Cichoradz, sprzyjając niemieckiemu ruchowi rewizjonistycznemu, a młodszy Ludolf był przychylny Polakom, służąc m.in. w Wojsku Polskim w stopniu kaprala podchorążego oraz działając w paramilitarnej polskiej organizacji „Strzelec”. W Ostromecku zorganizował klub sportowy (KS Ostromecko) i automobilowy, a w 1929 roku w Barcelonie reprezentował Polskę w wyścigu motocyklowym. Na wiosnę 1939 roku wyjechał z kraju do matki do Obersdorfu, gdzie zastał go wybuch wojny. W 1940 roku osiadł we Włoszech, gdzie wstąpił do polskiej armii gen. Andersa i uczestniczył w bitwie o Monte Cassino.

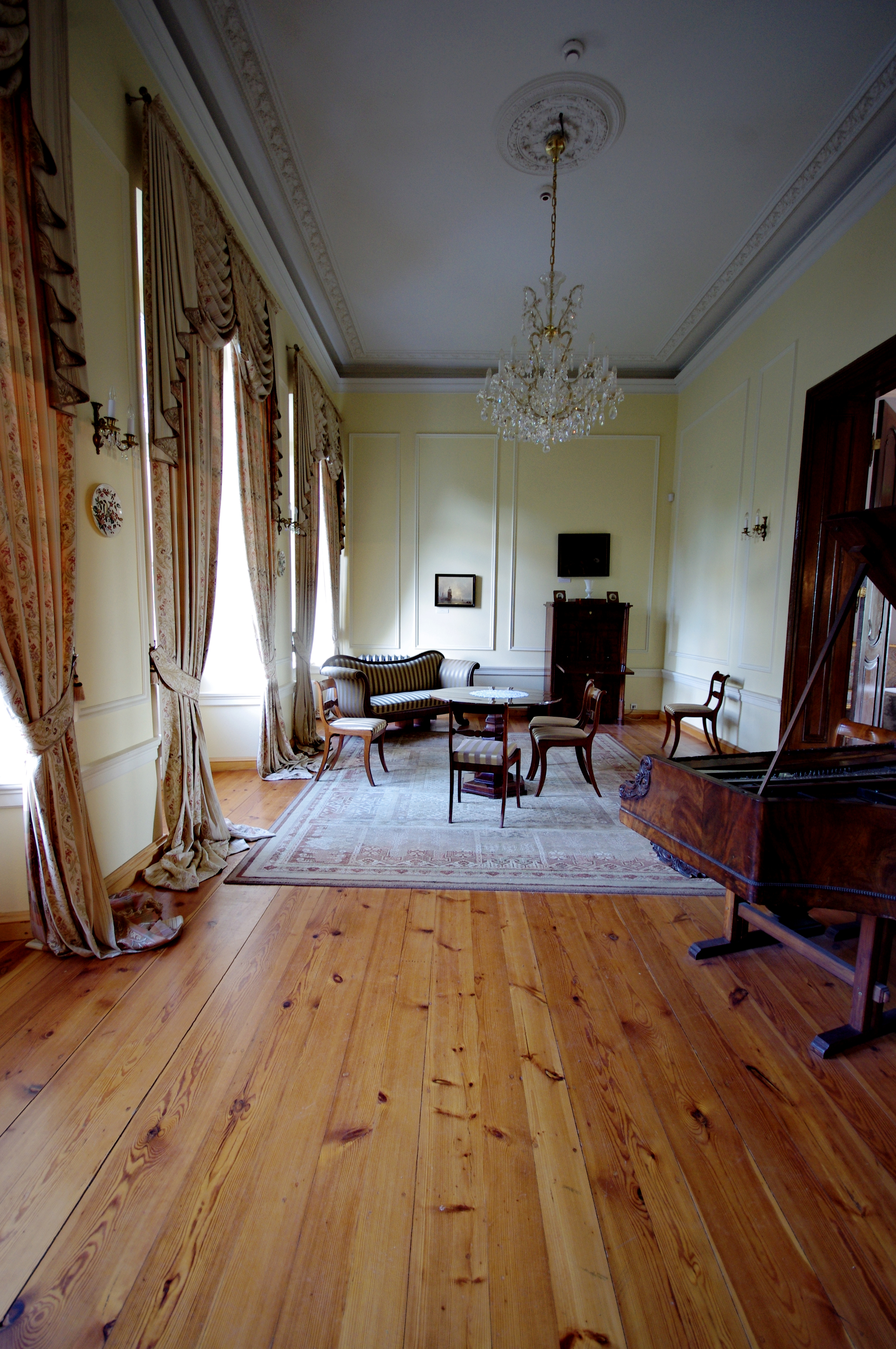
Sala Pałacu Starego
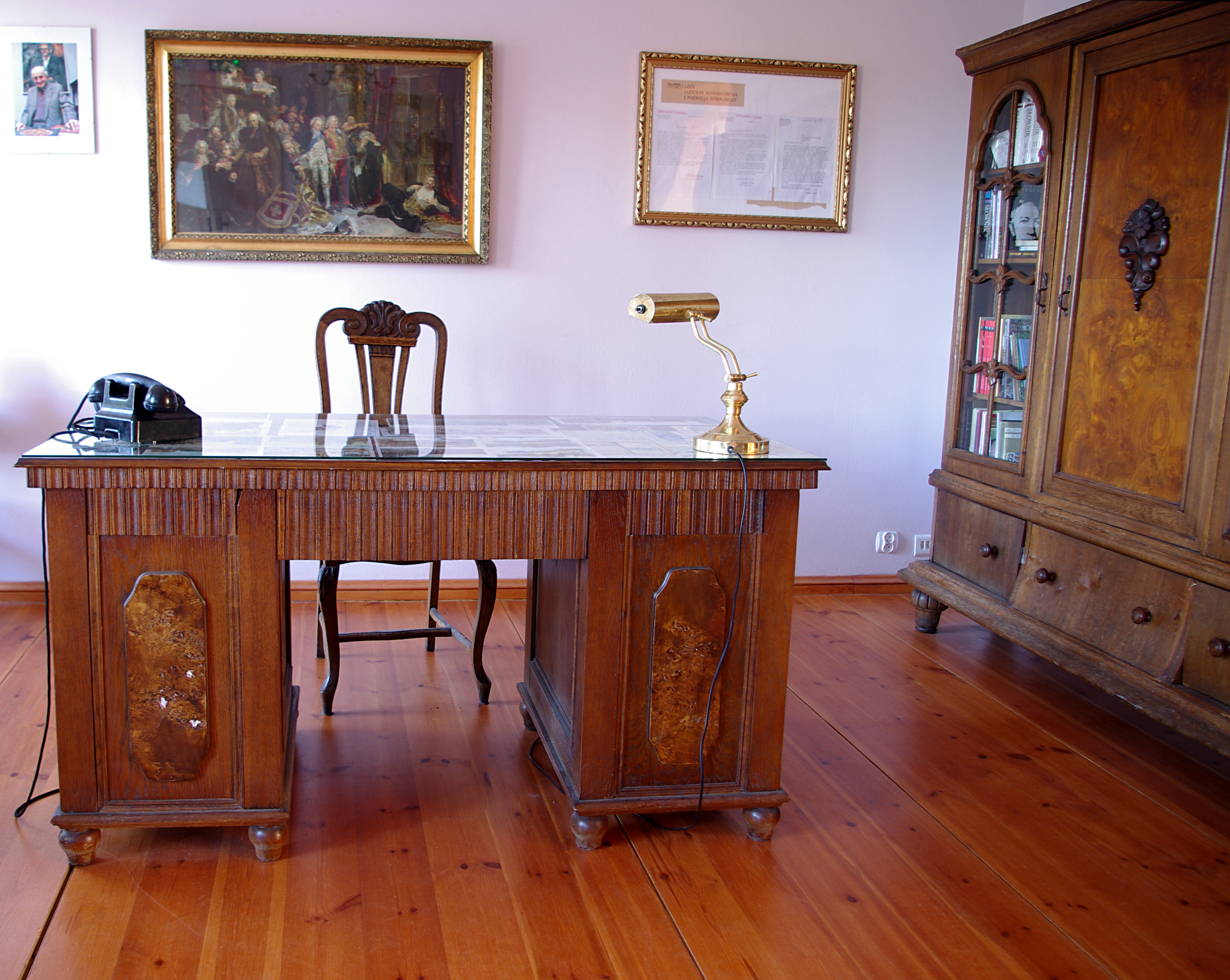
Gabinet
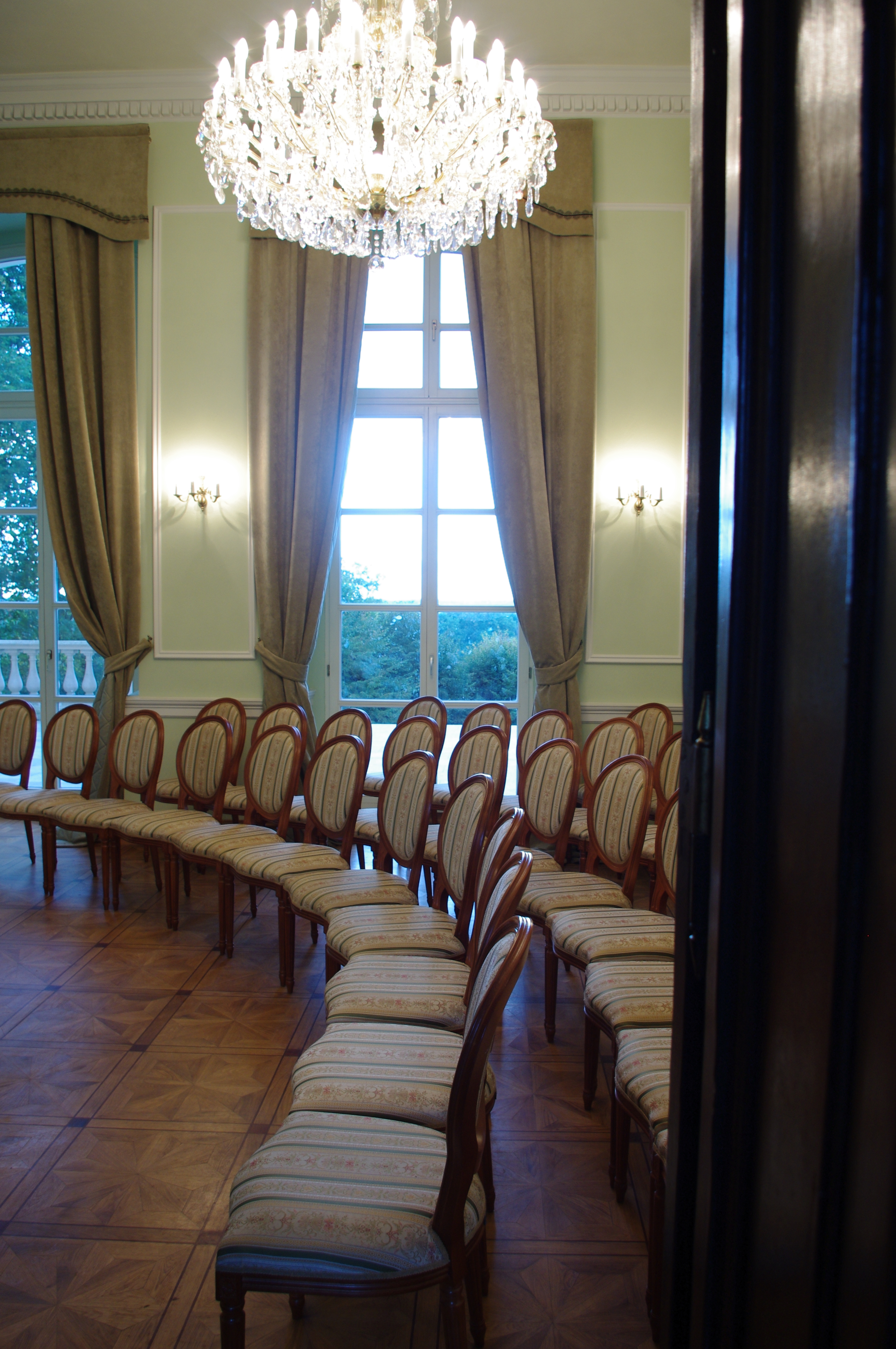
Sala muzyczna
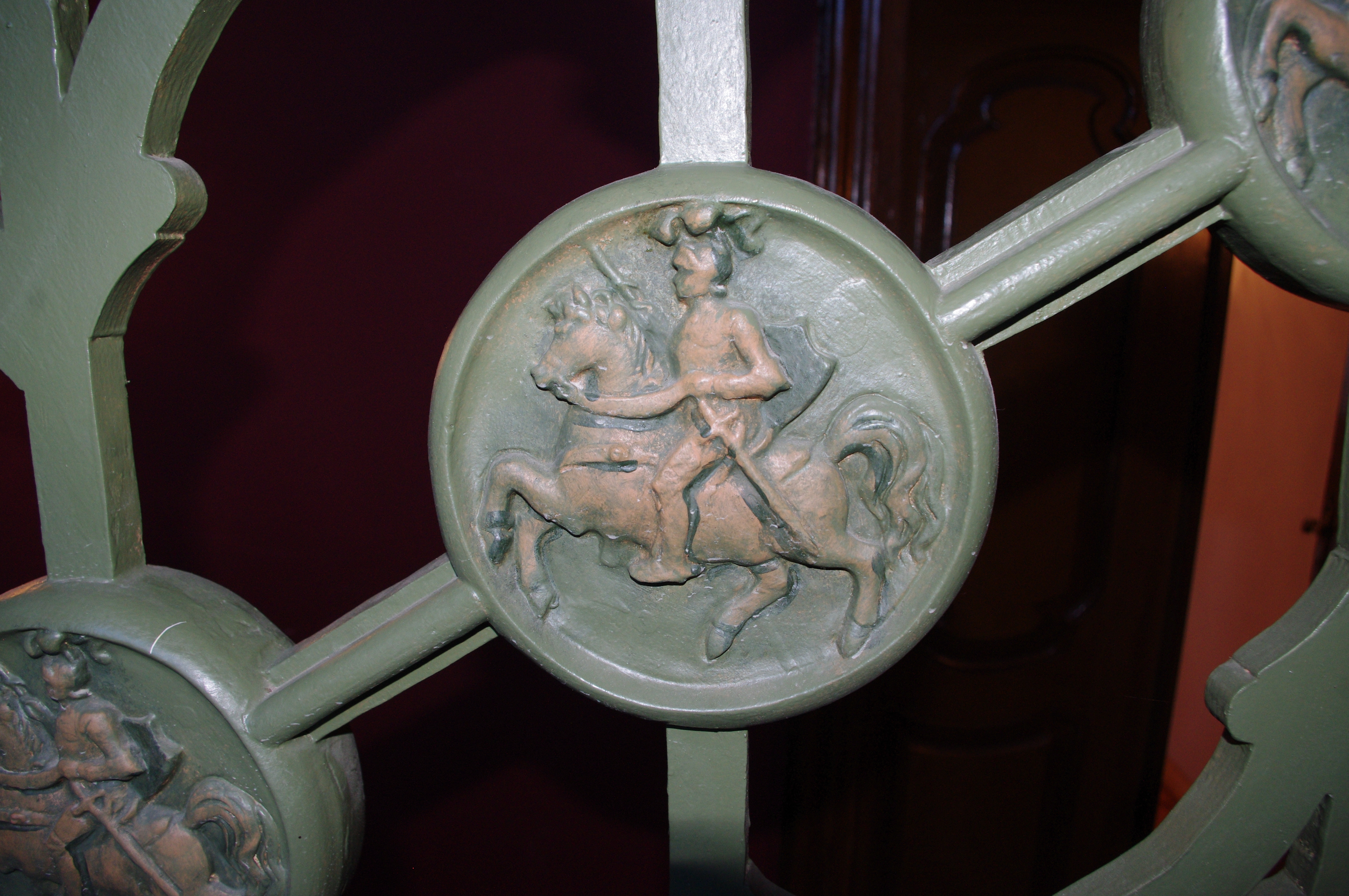
Balustrada z XVIII w.
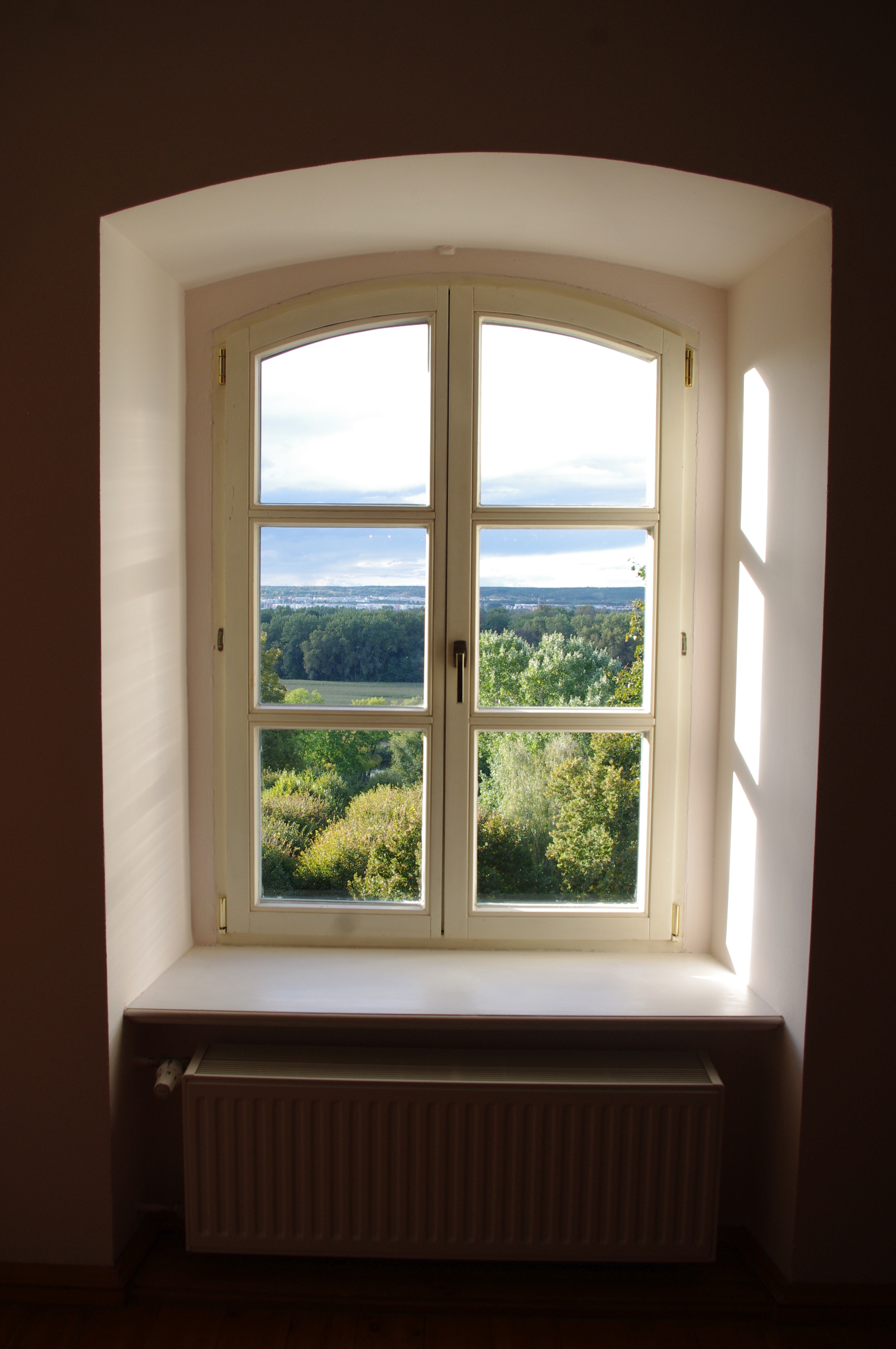
Panorama doliny Wisły z okna

### Okres okupacji niemieckiej
W okresie poprzedzającym wybuch II wojny światowej, w Ostromecku kwaterowała jednostka saperów, która 2 września 1939 roku wysadziła w powietrze kilka przęseł mostu fordońskiego. 4–5 września 1939 roku do majątku wkroczyli Niemcy. Członkowie miejscowego Selbstschutzu dokonali aresztowań i mordów na ok. 60 Polakach, wpisanych wcześniej na listę likwidacyjną. Część osób zesłano do obozów koncentracyjnych, innych rozstrzelano w okolicznym lesie. Czynny w tym udział miał komendant Selbstschutzu w Ostromecku SS-Rottenführer Albrecht Werner von Alvensleben. We wrześniu 1939 roku doprowadził do aresztowania ojczyma Joachima von Alvensleben za propolską działalność i zesłania go do obozu koncentracyjnego w Dachau (później przeniesiony do Buchenwaldu). Dopiero pomoc byłego ambasadora włoskiego w Berlinie Alberto Bellardiricci (który bywał na polowaniach w Ostromecku w latach 30. XX w.) oraz rodziny Alvensleben-Schonborn (w tym syna Ludolfa i byłej żony Katarzyny Bnińskiej, osiadłej w Oberstdorfie) doprowadziła do jego uwolnienia z obozu w 1940 roku. Otrzymał jednak trzecią niemiecką grupę narodową i został pozbawiony majątku w Ostromecku z zakazem powrotu. Pojechał zatem do byłej żony do Oberstdorfu gdzie przebywał do końca swego życia (zm. 1967).
W 1940 roku w ostromeckim Pałacu Starym utworzono obóz dla jeńców angielskich, a od wiosny 1944 roku w pomieszczeniach pałacowych, przypałacowych, barakach, a nawet w mieszkaniach miejscowej ludności kwaterowało wojsko niemieckie. Albrecht Werner von Avensleben administrował majątkiem w Ostromecku do 1943 roku, kiedy na skutek donosów rodziny do gestapo zostało ujawnione jego polsko-hiszpańskie pochodzenie ze związku pozamałżeńskiego. W rezultacie usunięto go z SS, a majątek ostromecki we wrześniu 1943 roku skonfiskował Skarb III Rzeszy. W jego imieniu zarząd nad majątkiem sprawował Karl Anton von Falkenheim – członek Selbstschutzu z Hallerowa. W Pałacu Nowym zakwaterowano jednostkę nasłuchu radiowego Wehrmachtu oraz oddział ukraiński. Do kontaktu z Berlinem służyła awionetka, dla której pole wzlotów urządzono na terenie obecnego osiedla Ostromecko-Zabasta. W 1949 roku sąd polski skazał zaocznie Wernera von Avensleben na śmierć, lecz wyrok nie został wykonany, gdyż przebywał on w Zelle w RFN, gdzie zmarł w 1965.

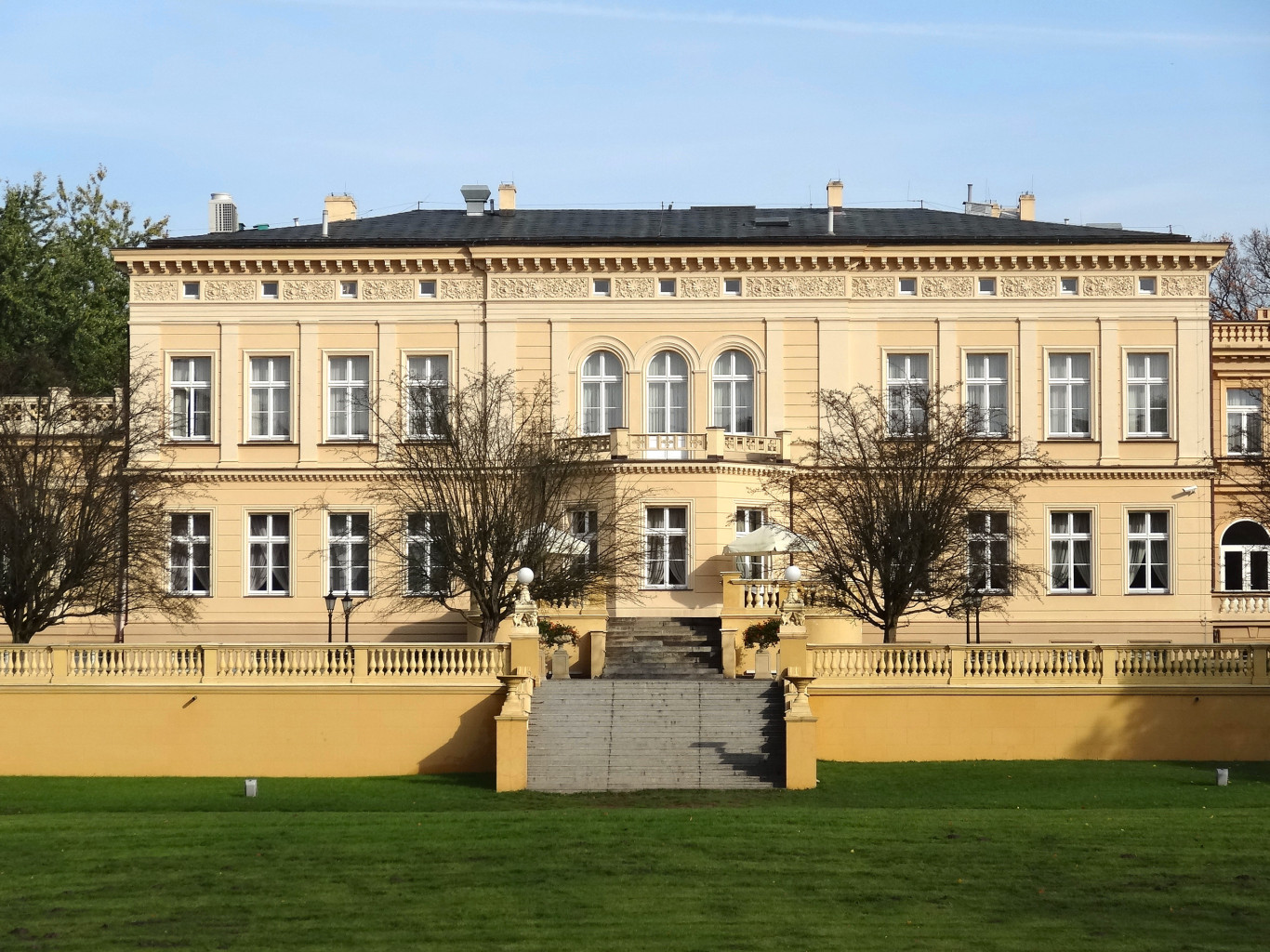
Pałac Nowy od parku
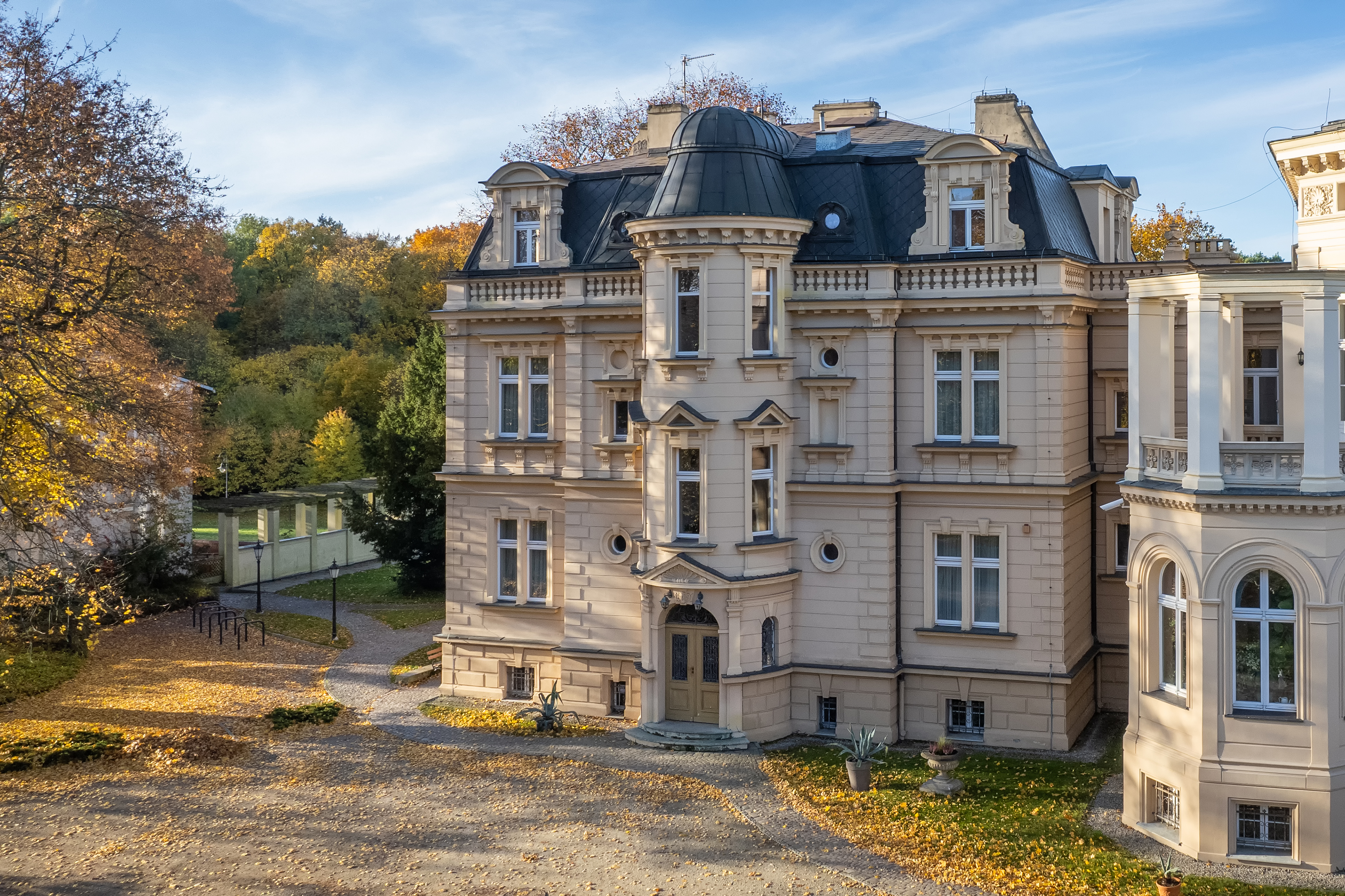
Eklektyczny pałacyk myśliwski
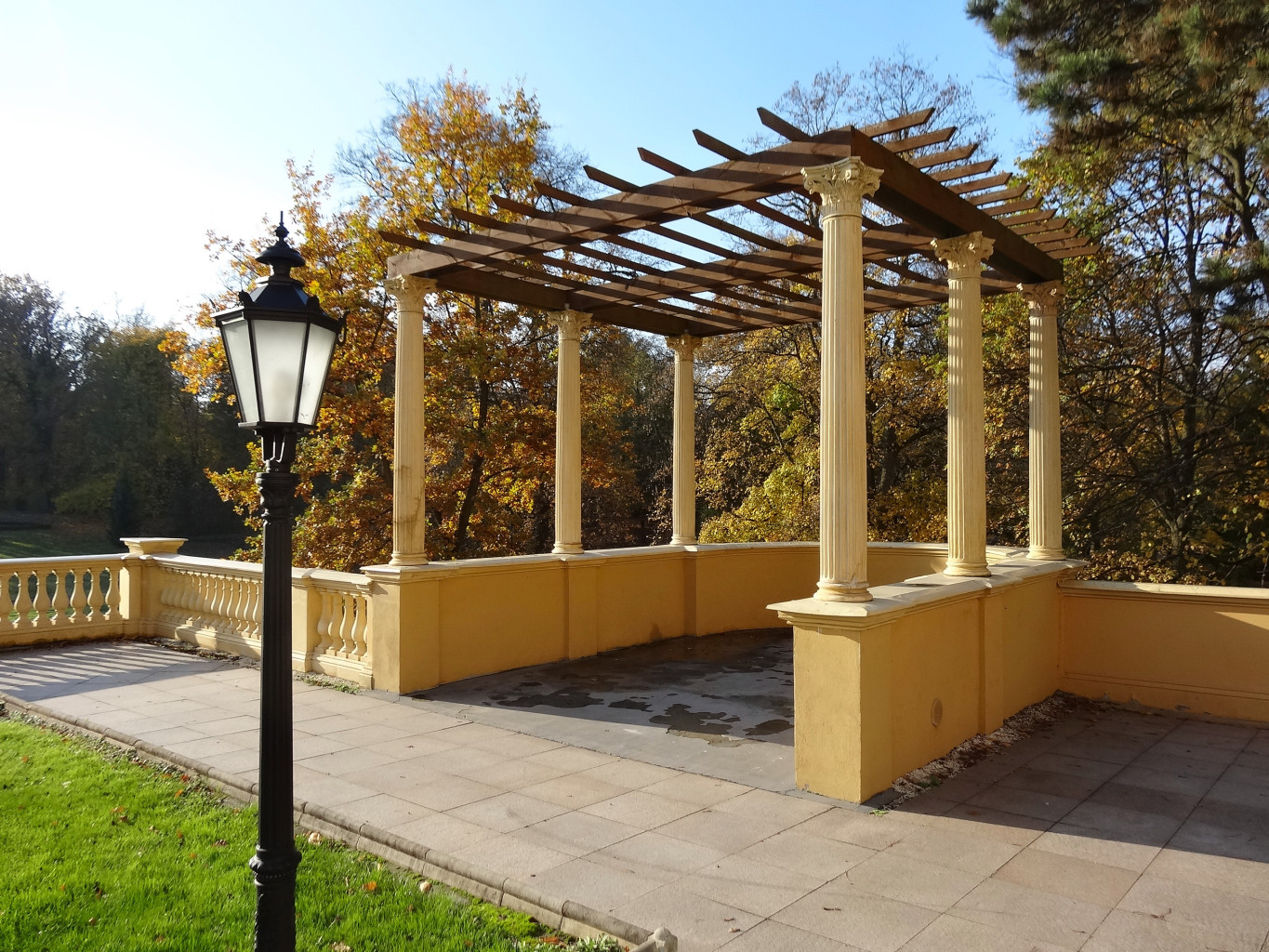
Pergola tarasowa
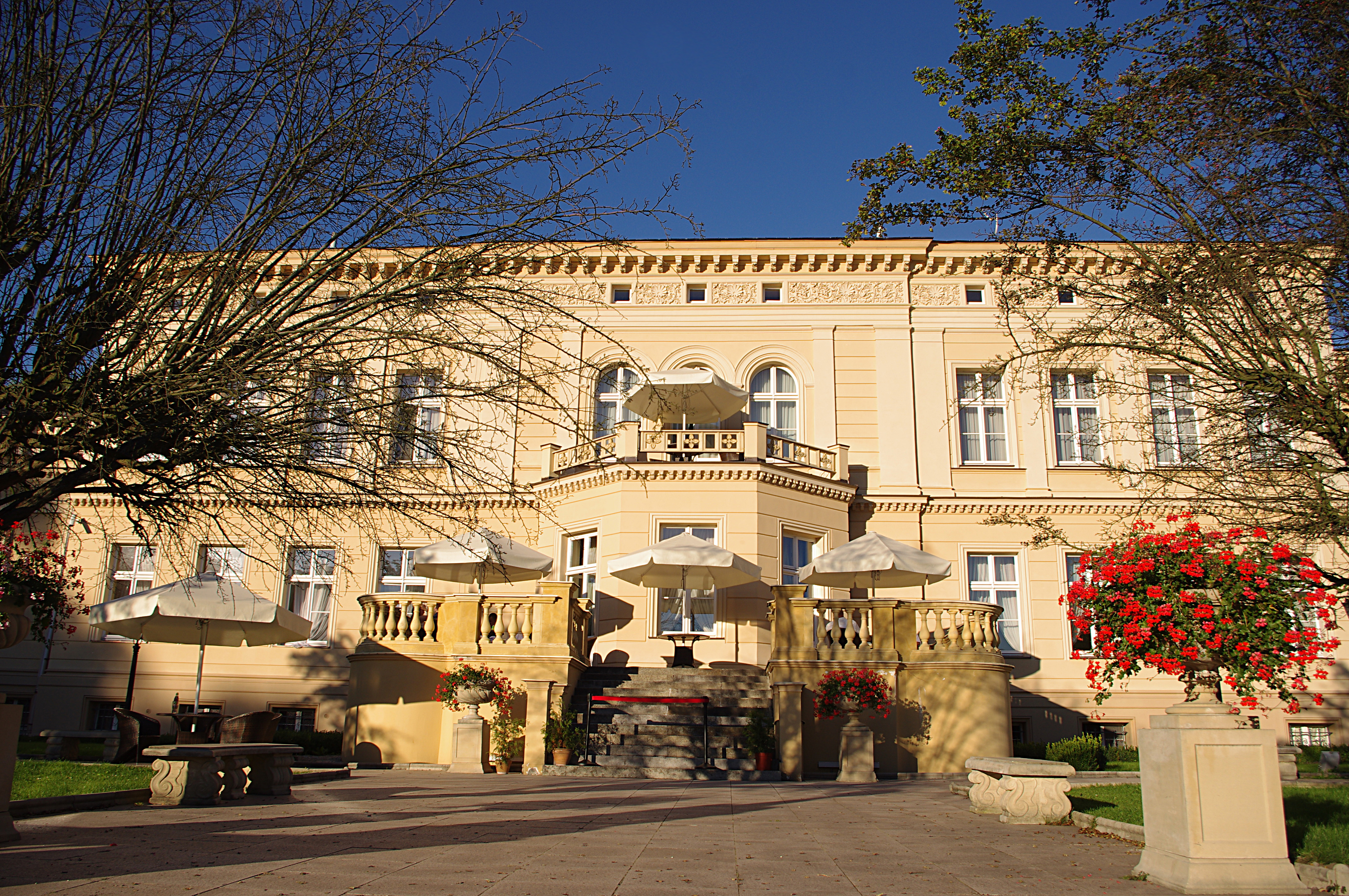
Na tarasie
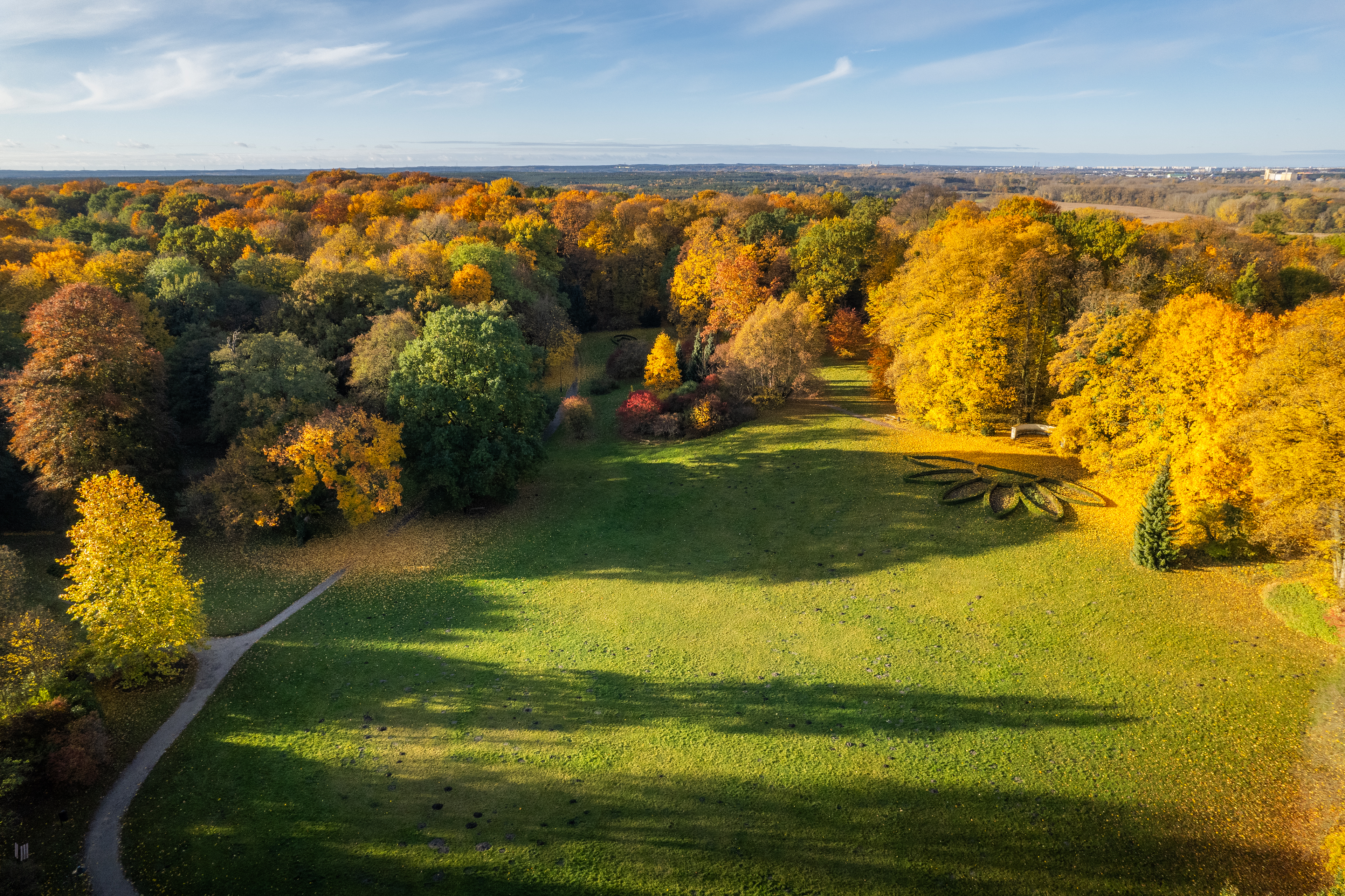
Widok na park

### Okres powojenny
Po II wojnie światowej do majoratu ostromeckiego zastosowano przepisy z 1944 roku o reformie rolnej i na ich podstawie przejęto majętności rodu Alvenslebenów-Schonbornów na rzecz Skarbu Państwa. W 1945 roku pałace, park i mauzoleum Avenslebenów zostały splądrowane przez żołnierzy Armii Radzieckiej oraz okoliczną ludność. W 1946 roku Komisja likwidacyjna mienia poniemieckiego przydzieliła obydwa pałace oraz cztery domy mieszkalne, dom administracyjny, dom ogrodnika, park i cześć ziemi ornej Ośrodkowi Szkolno-Wychowawczemu dla Dzieci i Młodzieży Słabosłyszącej i Niesłyszącej w Bydgoszczy, który tu funkcjonował do 1989 roku. W Starym Pałacu mieściła się szkoła, zaś w Nowym internat i biura. W latach PRL obiekt częściowo zdewastowano. Zabytkowe parkiety pokryto płytkami, ściany – boazerią ze sklejki, kominki zamurowano, a stiuki pokryto kilkoma warstwami farby olejnej.
Od 1985 roku Stary Pałac przejęła na swoją filię Filharmonia Pomorska im. Ignacego Paderewskiego w Bydgoszczy. Zespół pałacowo-parkowy w Ostromecku nazywano „Bydgoskim Wilanowem” i planowano przekształcić w ośrodek kultury promieniujący na cały region. Dzięki inicjatywie i pasji Andrzeja Szwalbe, dyrektora filharmonii, w Pałacu Starym zgromadzono kolekcję (125 pozycji) współczesnego malarstwa i grafiki polskiej oraz zbiór 50 zabytkowych pianin i fortepianów. Dodatkowo zgromadzono tu cenne książki, reprinty starych dzieł, głównie dotyczące epoki oświecenia. W latach 1985–1989 na wystawach i koncertach w Starym Pałacu bywali m.in. Tadeusz Brzozowski, kompozytorzy: Krzysztof Penderecki, Henryk Mikołaj Górecki oraz wielu artystów międzynarodowej sławy. W 1986 rozpoczęto prace renowacyjne pałacu oraz porządkowanie parku. 15 października 1987 roku minister kultury Aleksander Krawczuk zatwierdził Fundację Ostromecką, która zbierała fundusze na generalną odnowę obiektu. W końcu lat 80. XX w. Aleksander Pietrzak i Adam Pietrzak opracowali koncepcję programowo-przestrzenną Ostromecka. Zakładała ona urządzenie w Starym Pałacu galerii malarstwa oraz muzeum fortepianów, w Pałacu Nowym restauracji, kawiarni oraz hotelu, a w parku urządzeń rekreacji i wypoczynku. 6–9 maja 1990 roku na zaproszenie fundacji, w Ostromecku gościł Ludolf von Alvensleben, syn ostatniego ordynata dóbr ostromeckich (ponowna wizyta miała miejsce w 1996 roku, na kilka miesięcy przed jego śmiercią). Hrabia przekazał na rzecz pałaców 6 obrazów z własnej kolekcji.
Od lat 90. XX w. w Pałacu Starym organizowano recitale fortepianowe i wokalne oraz koncerty kameralne. W latach 90. przeprowadzono generalny remont Pałacu Nowego. W 1992 roku Pałac Nowy i park przejął wojewoda bydgoski. Funkcjonowała w nim wówczas prywatna szkoła artystyczna Janusza Hetmana i Andrzeja Nowackiego. W 1996 roku Nowy Pałac wraz z parkiem kupiło na własność Miasto Bydgoszcz, dążąc do utworzenia tu ośrodka kulturalnego i rekreacyjnego dla mieszkańców miasta, w tym rozwijającej się, pobliskiej dzielnicy Fordon. Administratorem w imieniu właściciela pozostawała Administracja Domów Mieszkalnych, a od 2000 roku – Miejskie Centrum Kultury w Bydgoszczy. W latach 2000–2008 właścicielem Starego Pałacu był Urząd Marszałkowski województwa kujawsko-pomorskiego, w imieniu którego administrowała obiektem Filharmonia Pomorska, a następnie przeszedł on na własność Bydgoszczy.
Począwszy od 1997 roku w parku, a od 2001 także w Pałacu Nowym prowadzono prace rewaloryzacyjne pod nadzorem wojewódzkiego konserwatora zabytków. Wykonano m.in. osuszenie i zabezpieczenie fundamentów, nowe zaplecze gospodarcze, kuchenne i magazynowe w suterenach, nową wentylację i klimatyzację, instalację elektryczną, centralnego ogrzewania i wodociągową. W obiekcie położono marmurowe posadzki, wymieniono stolarkę okienną, zamontowano nowe oświetlenie. Pomieszczenia po starej pałacowej kuchni zaadaptowano na winiarnię, a na parterze powstało foyer sali balowej z odtworzoną sztukaterią na ścianach i sufitach, pozostałe sale reprezentacyjne (bankietowa, złota, zielona i inne).
Od 1996 roku w zespole pałacowo-parkowym w Ostromecku odbywały się imprezy kulturalne dla mieszkańców Bydgoszczy i regionu, m.in.: koncerty muzyczne (Orkiestra Symfoników Bydgoskich, akademickie itd.), spektakle teatralne, wystawy plastyczne, wernisaże artystów itp. W tym celu do Ostromecka z Bydgoszczy uruchomiono specjalną linię autobusową. W pałacowych wnętrzach urządzano również bale, zabawy, imprezy okolicznościowe, zebrania i spotkania środowisk naukowych, twórczych, politycznych, społecznych, np. „obiady czwartkowe” poświęcone Bydgoszczy. Zespół pałacowo-parkowy w Ostromecku był również ze względu na położenie miejscem integracji środowisk kulturalnych, naukowych, biznesowych i politycznych Bydgoszczy i Torunia.
Kompleks pałacowy został gruntownie zrewitalizowany w ramach dwóch etapów projektu pn. Ostromecko – cztery pory roku, w latach 2007–2011. Pieniądze na ten cel pochodziły: w niemal ⅔ z budżetu miasta Bydgoszczy (9 118 340,76 zł), a w ⅓ ze środków Europejskiego Funduszu Rozwoju Regionalnego w ramach Osi priorytetowej 3. Rozwój infrastruktury społecznej, Działania 3.3. Rozwój infrastruktury kultury, Regionalnego Programu Operacyjnego Województwa Kujawsko-Pomorskiego na lata 2007–2013 (4 725 966,44 zł).

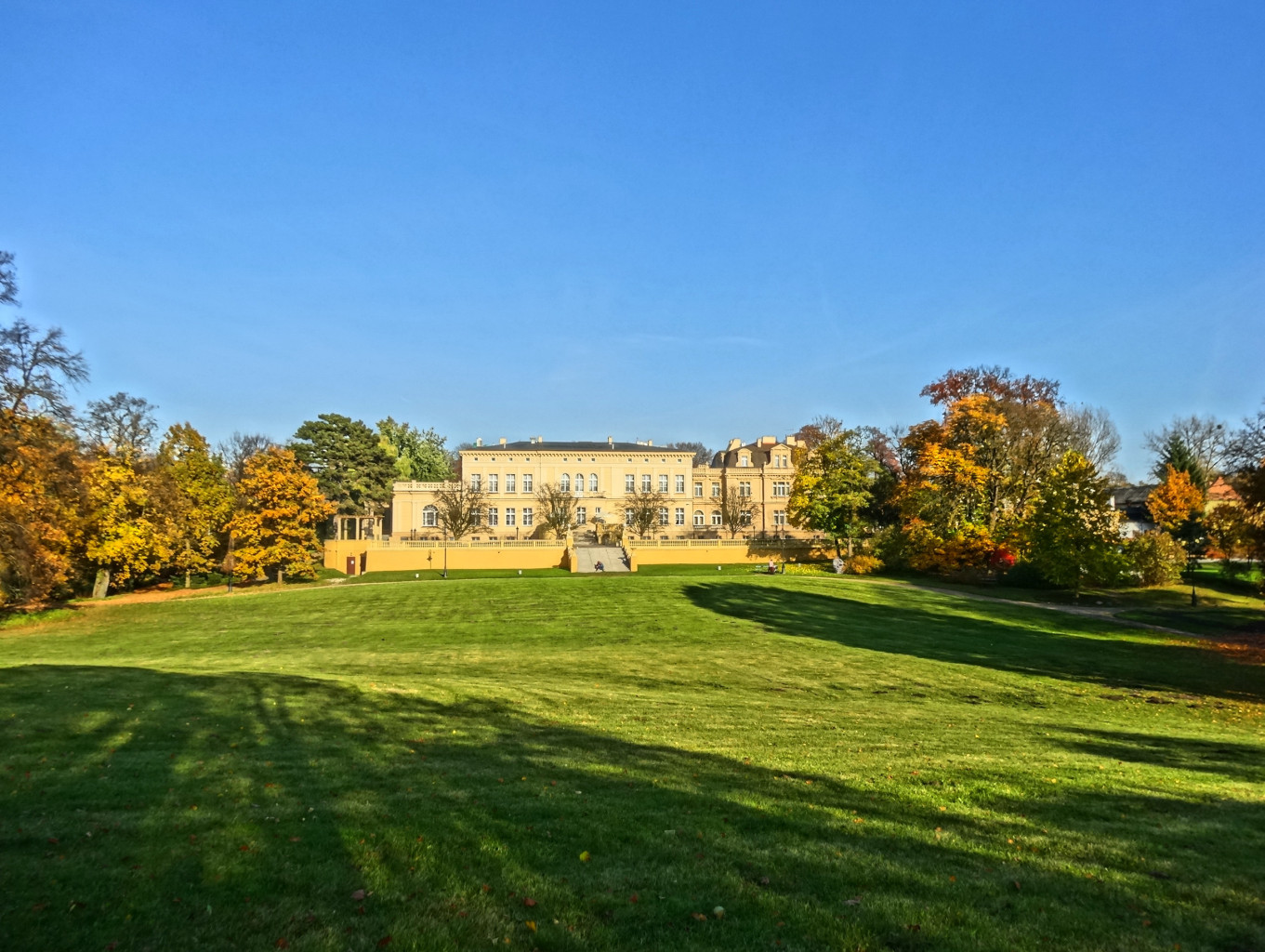
Polana w ogrodzie angielskim
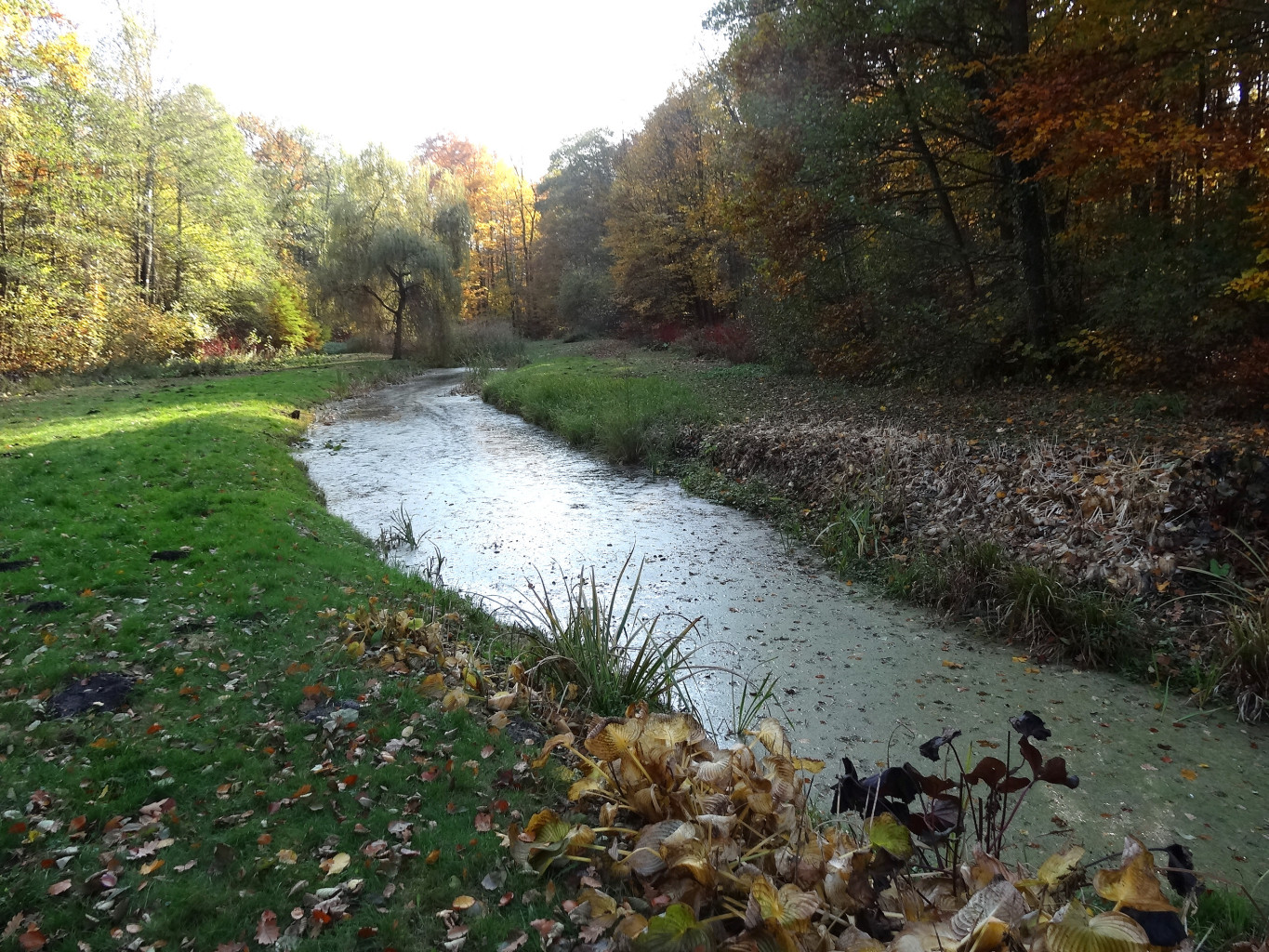
Ciek
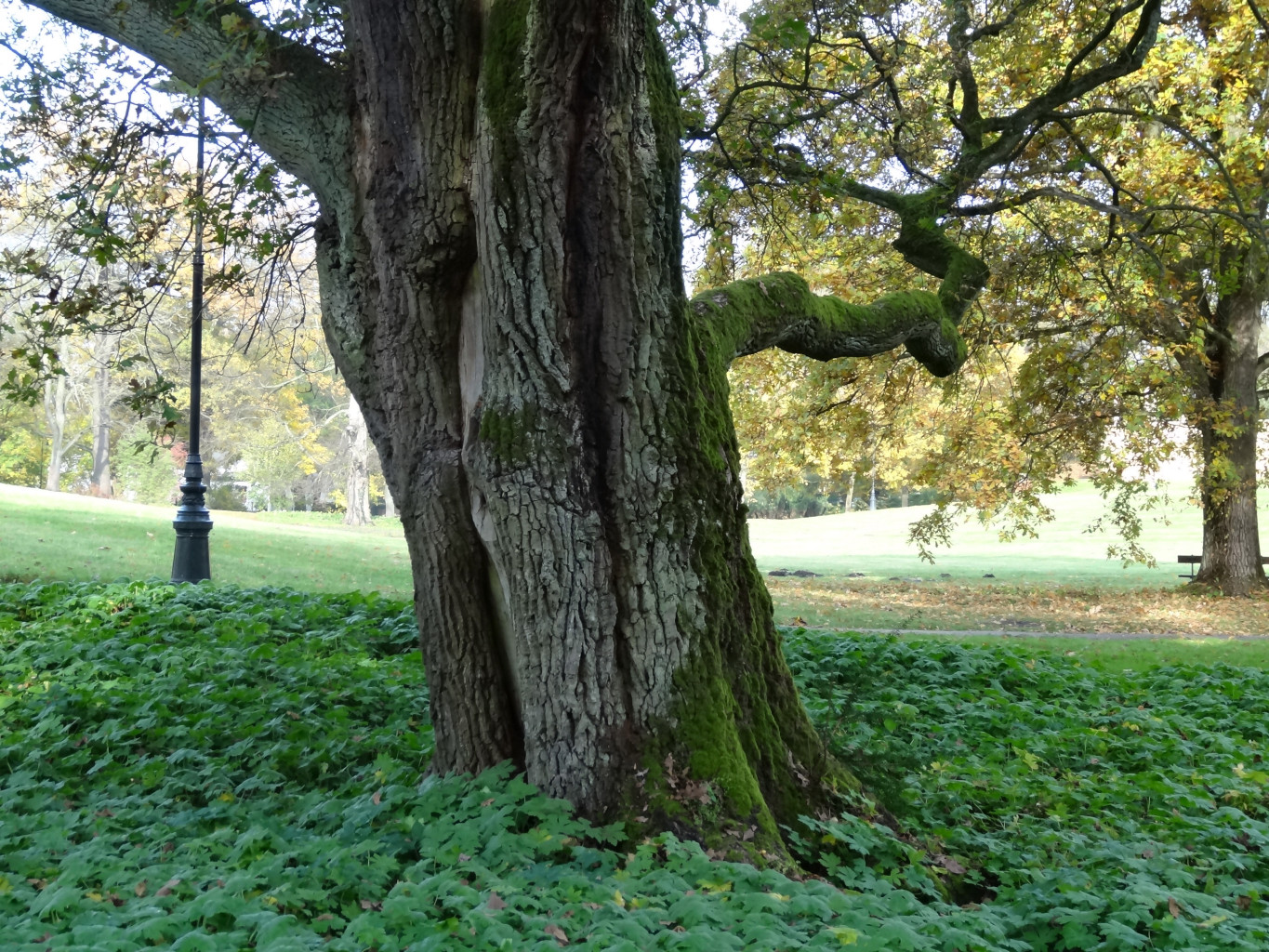
Starodrzew
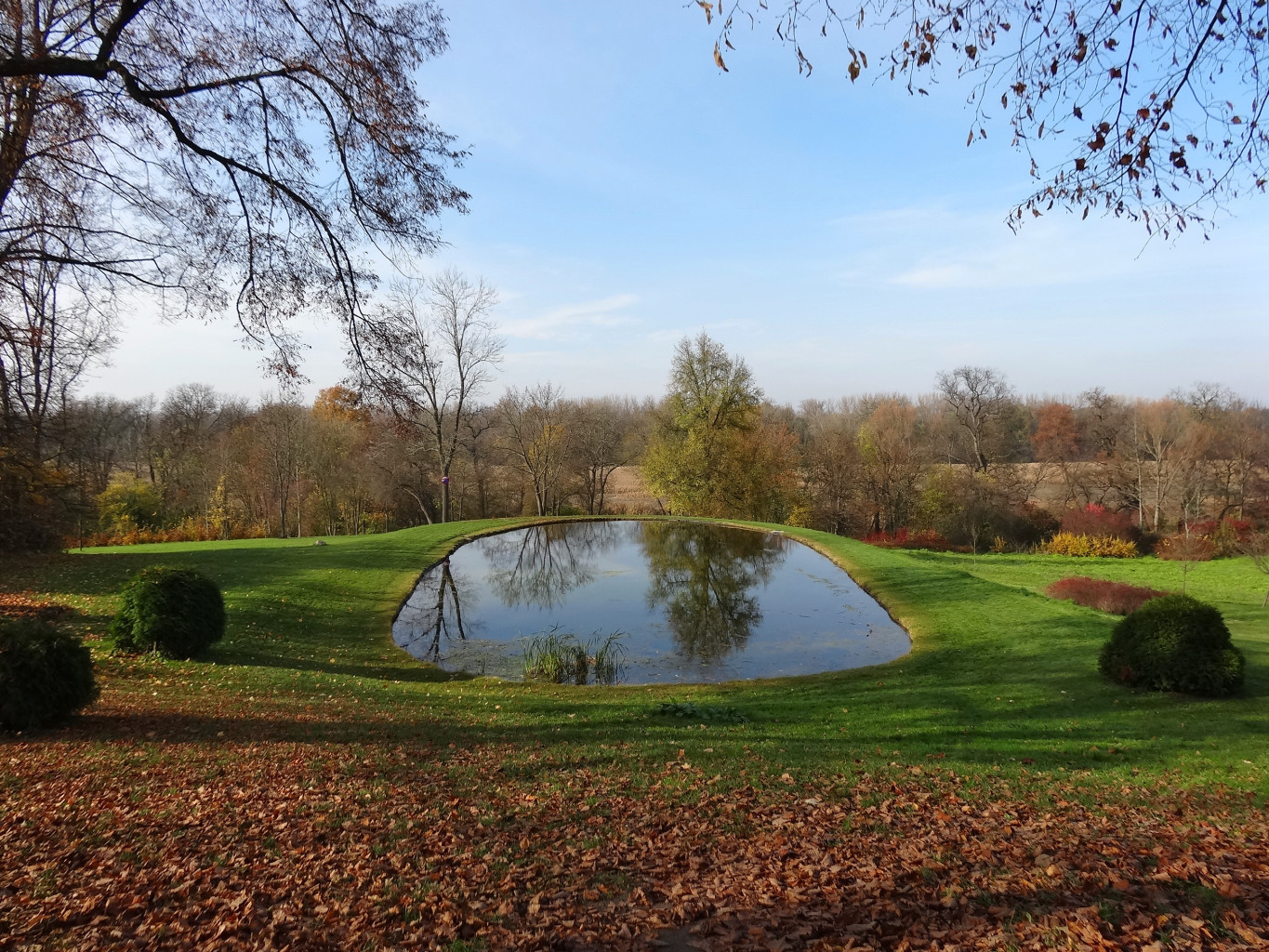
Staw u podnóża doliny
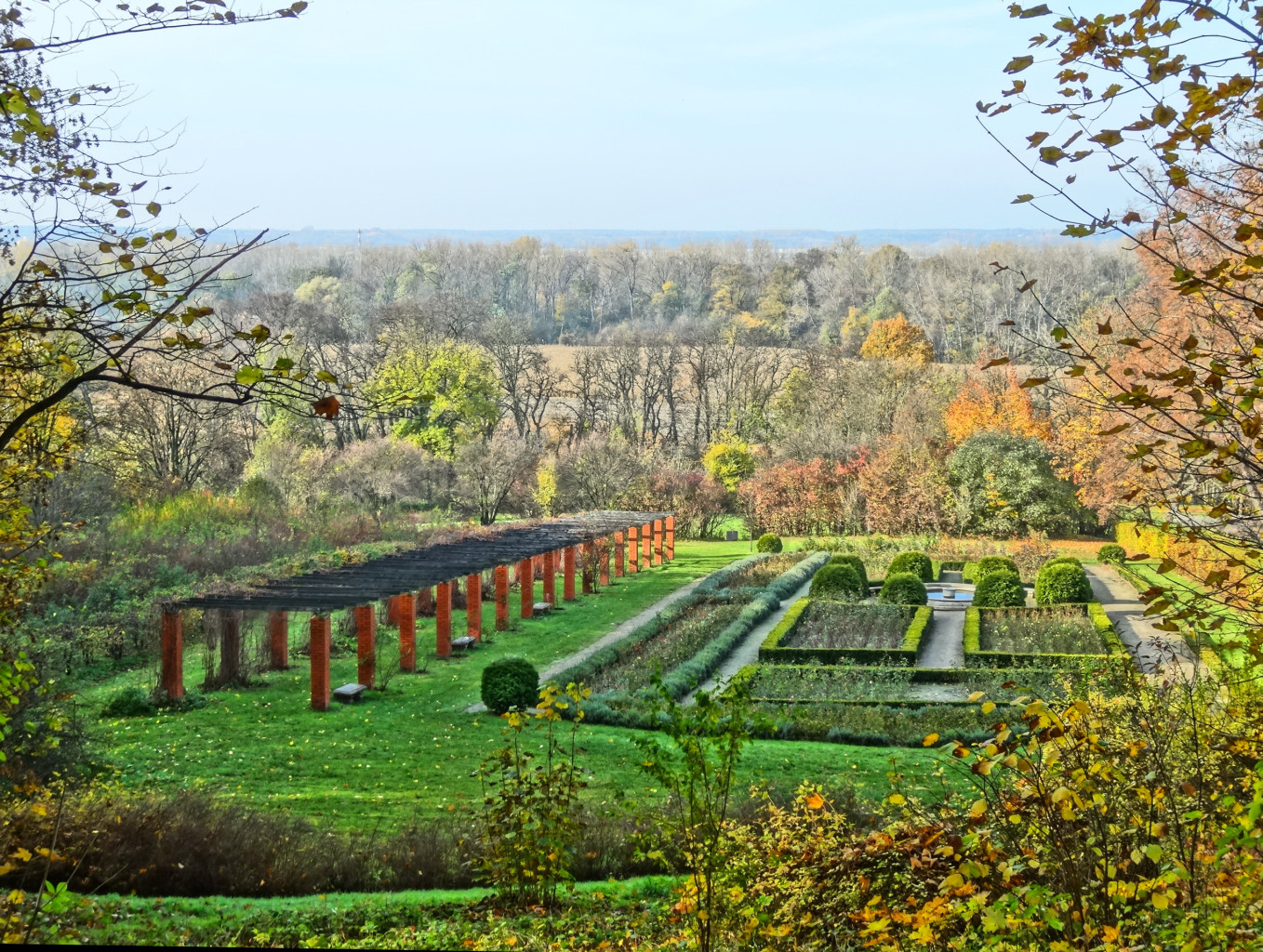
Widok na ogród włoski i dolinę Wisły

## Architektura
Zespół pałacowo-parkowy w Ostromecku składa się z dwóch pałaców i 38-hektarowego parku. Głównymi ośrodkami założenia są dwa pałace. Mniejszy z nich to barokowy Pałac Stary, zwany też Myśliwskim lub Pałacem Mostowskich, pochodzący z połowy XVIII wieku. Większy zwany Pałacem Nowym lub Pałacem Schönbornów to rezydencja w stylu neoklasycystycznym wybudowana w latach 1832–1848 i wzbogacona na przełomie XIX/XX w. o dwupiętrowe skrzydło, salę balową i tarasy widokowe w tzw. „kostiumie francuskim” łączącym style neorenesansowy i neobarokowy.  Całość otacza park, urządzony w stylu angielskim i włoskim. Wszystkie obiekty zostały ujęte w rejestrze zabytków województwa kujawsko-pomorskiego: barokowy pałac stary wraz z parkiem od 1955 roku, a neoklasycystyczny pałac nowy od 1991 roku. Park ostromecki jest również ujęty w „Spisie parków i ogrodów zabytkowych w Polsce” (nr rej. 326/60).

### Stary Pałac
Stary Pałac zwany również pałacem Mostowskich to budowla o charakterze dwupiętrowej reprezentacyjnej rezydencji w stylu baroku z elementami saskiego rokoka, został wybudowany w latach 1759–1766 przez Pawła Michała Mostowskiego, wojewodę pomorskiego.
Powierzchnia użytkowa pałacu to 712,5 m². Wzniesiono go na planie zbliżonym do kwadratu. Podpiwniczony – piwnice sklepione kolebkowo – ma trzy kondygnacje z półpiętrem i poddaszem nieużytkowym. Parter oraz piętro składają się z czterech pokoi plus pokoje na półpiętrach. Budynek jest murowany z cegły, a ściany piwnic z kamienia. Elewacje pałacu są zdobione kolumnami, pilastrami, sztukaterią oraz reprezentacyjnymi oknami. Od strony północnej znajduje się taras widokowy, z którego rozpościera się rozległy widok na dolinę Wisły oraz ogród włoski, sięgający do terenów zalewowych rzeki. W elewacji frontowej znajduje się trójosiowy pozorny ryzalit ujęty zdwojonymi pilastrami, zwieńczony trójkątnym szczytem. Nad wejściem umieszczono balkon. Budynek pokrywa mansardowy, dwukrotnie łamany dach pokryty łupkiem kamiennym, zdobiony rzeźbą orła. We wnętrzach zachowały się fragmenty dekoracji sztukatorskiej oraz ażurowa balustrada w sieni.
We frontonie od strony ogrodu włoskiego znajdują się herby: Albrechta von Avensleben (1840–1928) (L) i Marty Matyldy Marii Schönborn (1854–1915) (P).
Niegdyś w Starym Pałacu odbywały się pikniki kończące polowania. Z tych względów pałac ten nazywano również myśliwskim. Od 2000 roku w pałacu znajduje się Kolekcja Zabytkowych Fortepianów im. Andrzeja Szwalbego.

### Pałac Nowy
Pałac położony jest we wschodniej części parku, na wprost głównego wjazdu do Zespołu Pałacowo-Parkowego w Ostromecku. Pod względem stylistycznym jest późnoklasycystyczny, z eklektycznymi dobudówkami. Korpus główny jest prostokątny, z nieznacznym ryzalitem od frontu oraz trójbocznym w elewacji tylnej, zamkniętej tarasem. Liczy dwie kondygnacje osadzone na wysokich suterenach oraz pokryty jest niskim dachem czterospadowym. Od południa przylega do niego neobarokowy, piętrowy pałacyk myśliwski z kaplicą o dachu mansardowym, połączony z korpusem dwukondygnacyjnym łącznikiem, a od północy jednokondygnacyjna sala balowa. We wnętrzach zachowała się dekoracja sztukatorska. Od strony parku pałac wyposażony jest w zespół tarasów, ujętych murem oporowym z tralkową balustradą. W narożnikach: północno-zachodnim i południowym znajdują się pergole na kolumnach korynckich i toskańskich. Powierzchnia użytkowa całego obiektu wynosi 2581,4 m².

### Park
Park pałacowy w Ostromecku o powierzchni 38 ha stanowi środowisko, w którym osadzone są oba pałace oraz obejmuje częściowo skraj doliny Wisły. Składa się z dwóch części, zróżnicowanych pod względem kompozycyjnym i krajobrazowym: ogrodu włoskiego i  angielskiego.
W okolicy Pałacu Mostowskich znajdują się pozostałości regularnego ogrodu włoskiego z początków XVIII wieku. Rozciąga się on na trzech tarasach, za Pałacem Starym, w kierunku Wisły. Komunikację pomiędzy poszczególnymi poziomami zapewniają schody. Od południa istnieje aleja kasztanowa, od północy trzy tarasy ogrodowe opadające stopniami ku skarpie, poniżej aleja grabowa. U podnóża znajduje się czterorzędowa aleja lipowa, kończąca się owalnym wgłębnikiem, niegdyś basenem z fontanną. Po bokach szpalerów drzew rozplanowano nasadzenia o schemacie kwaterowym.
W otoczeniu Pałacu Nowego znajduje się park w stylu angielskim założony w latach 30. XIX w. przez pruskiego ogrodnika królewskiego Petera Josepha Lennégo (współtwórcę m.in. ogrodów Sanssouci w Poczdamie). Wykorzystuje on naturalne bogactwo przyrodnicze terenu, składając się z części ogrodowej i leśnej. Cechą założenia ogrodowego jest duży udział polan trawnikowych z malowniczym ukształtowaniem terenu i zadrzewienia. Osiami założenia przestrzennego są pomnikowe drzewa, relikty nadwiślańskiego grądu zboczowego: lipy drobnolistne i dąb szypułkowy. Przed tarasem Nowego Pałacu znajduje się rozległa polana widokowa otoczona starodrzewem, a za nią ciągnie się park krajobrazowy, z okazami wiekowych drzew, szpalerami i stawami. Uzupełnienie stanowi wkomponowany w park pierwotny las. Dominują tu zbiorowiska grądowe wysokie i niskie oraz enklawy łęgowe i olsowe. Elementem parku jest również biegnący przez całe założenie naturalny układ wodny: strumień i cztery stawy zwane „Kluczykami”, otoczone trawnikami z dużą ilością krzewów, bylin oraz roślin wodnych i przywodnych.
W głębi parku znajduje się neoromańskie mauzoleum rodziny Schönbornów oraz Alvenslebenów. Drzewostan parku jest bogaty i urozmaicony pod względem gatunkowym i wiekowym. Najliczniej występują jesiony wyniosłe, kasztanowce białe, lipy drobnolistne, dęby szypułkowe, świerki pospolite, klony zwyczajne oraz klony polne. Według inwentaryzacji przeprowadzonej w latach 90. XX w. znajdowało się tam około 850 drzew liściastych oraz około 180 drzew iglastych. Do pomników przyrody zaliczono 11 lip drobnolistnych (300–650 cm), 17 dębów szypułkowych (255–455 cm), 26 kasztanowców zwyczajnych (280–360 cm), 4 buki zwyczajne (260, 300, 340, 360 cm), klon zwyczajny (355 cm), sosna wejmutka (240 cm), 6 wiązów szypułkowych (240–440 cm), dwa dęby bezszypułkowe (300–350 cm), olsza czarna (260 cm) i jesion wyniosły (320 cm).
Niegdyś w obrębie parku znajdowała się również bażantarnia, ostoja jeleni oraz sady, po których pozostały relikty starych odmian jabłoni i grusz rosnące w pobliżu Starego Pałacu. Park w Ostromecku zajął drugie miejsce w konkursie na Najpiękniejszy Polski Park 2009, organizowanym przez firmę Briggs & Stratton.

## Kolekcja Zabytkowych Fortepianów im. Andrzeja Szwalbego
Kolekcję utworzono w 1978 roku z inicjatywy ówczesnego dyrektora Filharmonii Pomorskiej Andrzeja Szwalbego. Przez wiele lat fortepiany gromadzono w pomieszczeniach budynku Filharmonii Pomorskiej, a w 2000 roku przeniesiono je do Pałacu Starego w Ostromecku. Kolekcja obejmuje fortepiany skrzydłowe, stołowe, pianina, mieszane oraz inne instrumenty, wyprodukowane w XIX wieku w Polsce, innych krajach europejskich i Stanach Zjednoczonych.
W 2016 roku nakładem Miejskiego Centrum Kultury w Bydgoszczy ukazał się dwujęzyczny (polsko-angielski) katalog „Kolekcja Zabytkowych Fortepianów im. Andrzeja Szwalbego w Ostromecku” autorstwa Beniamina Vogla.

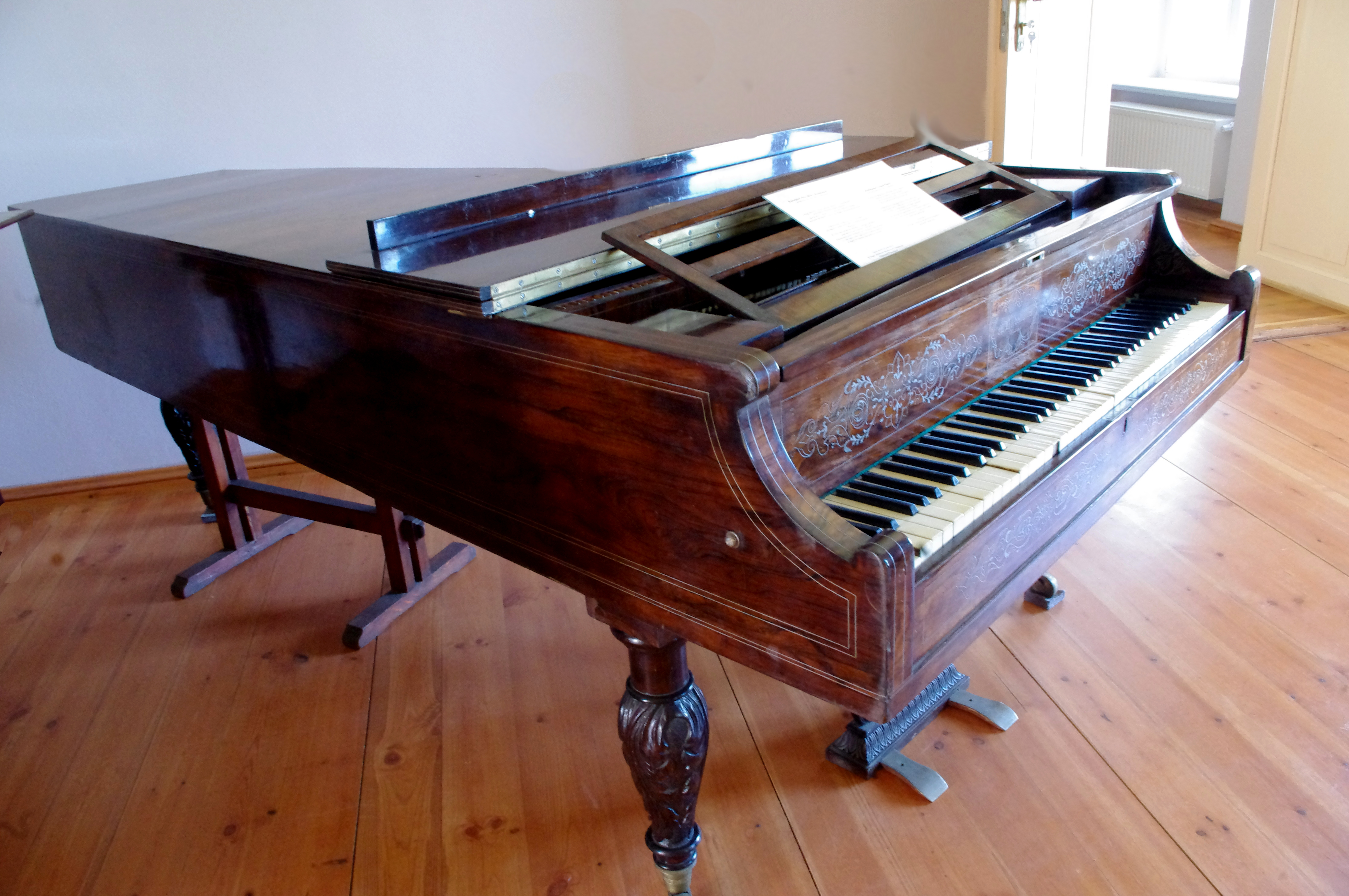
Zabytkowy fortepian w muzeum
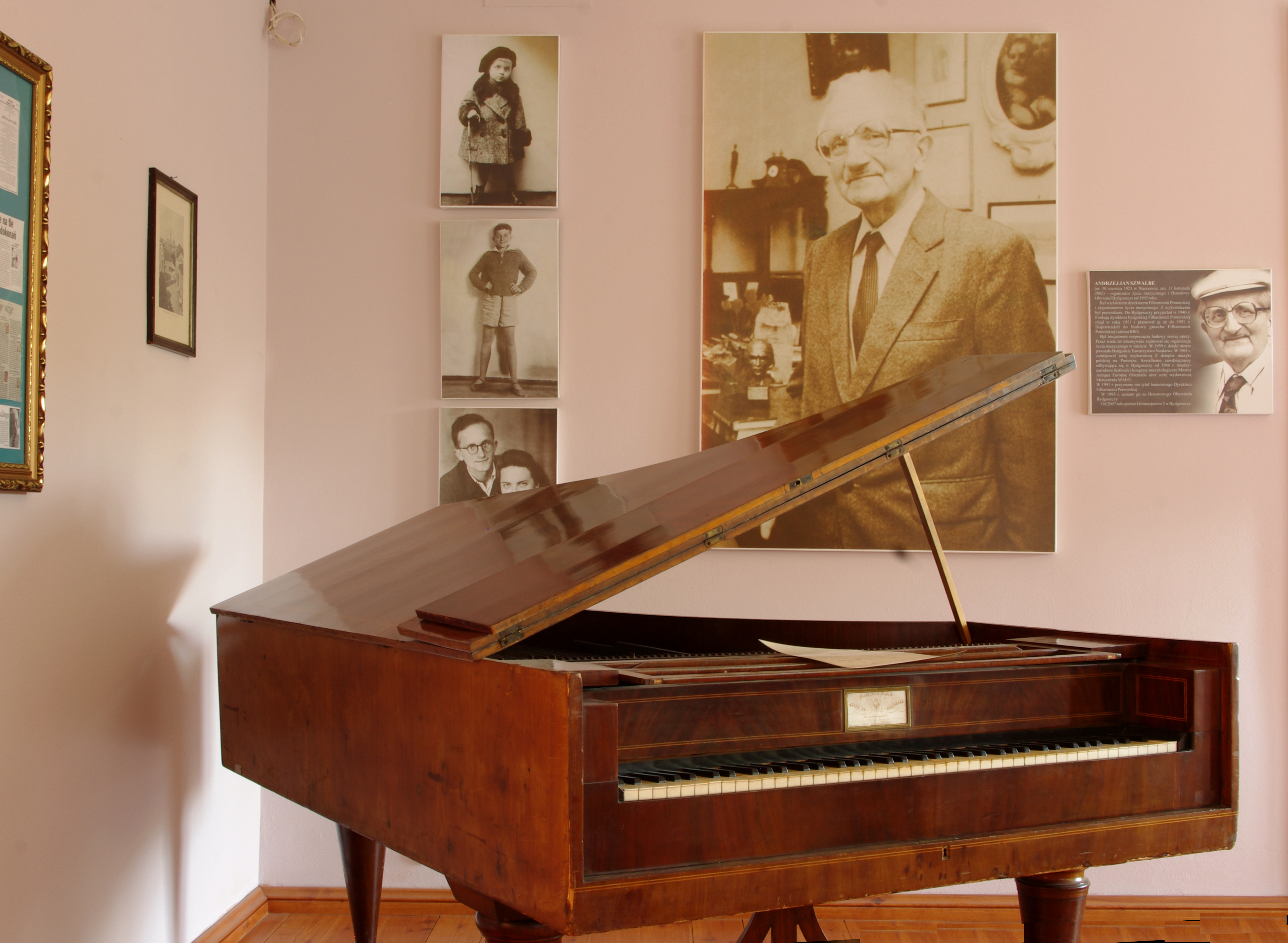
Pokój pamięci Andrzeja Szwalbe
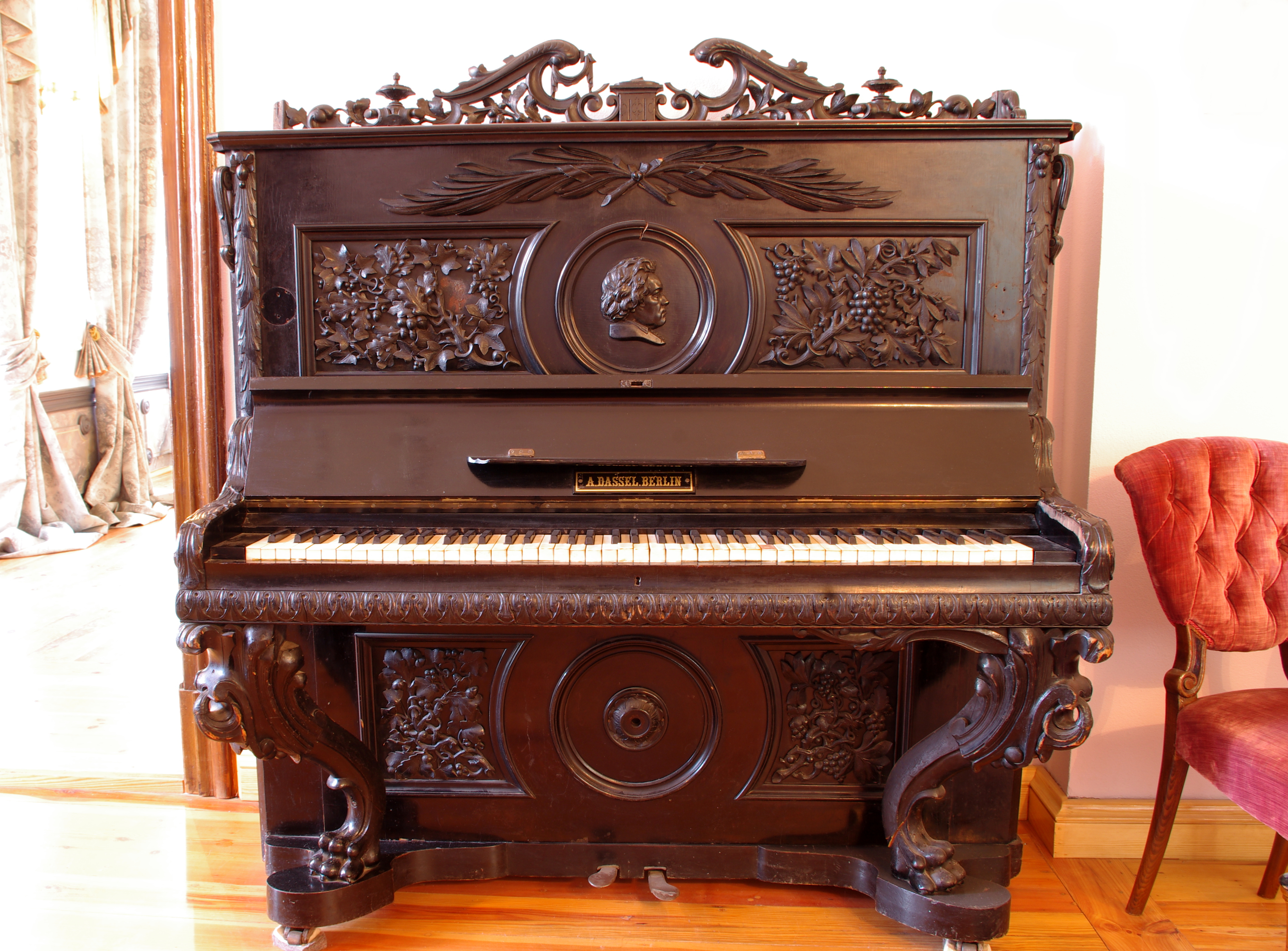
XIX-wieczne pianino
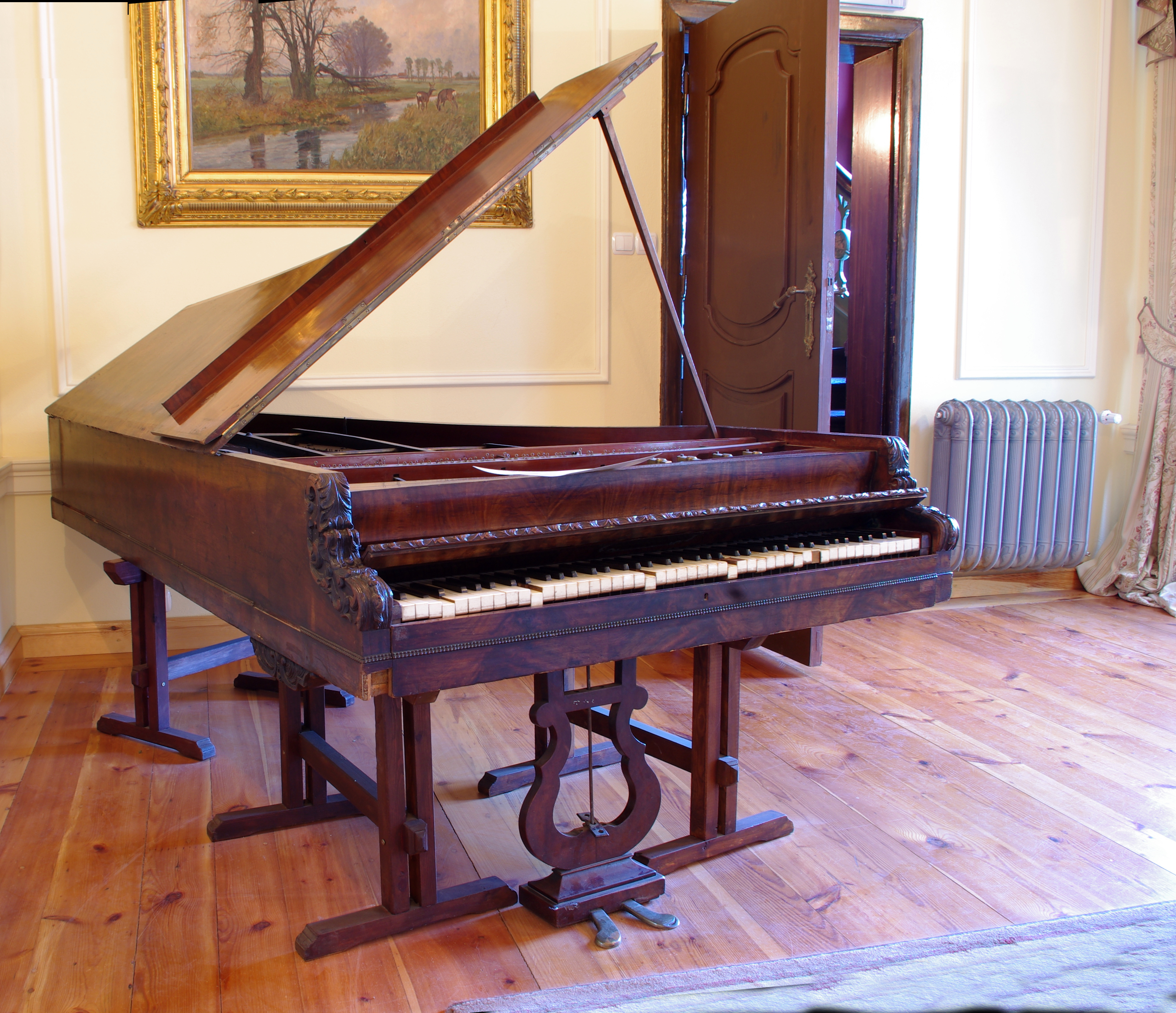
XIX-wieczny fortepian
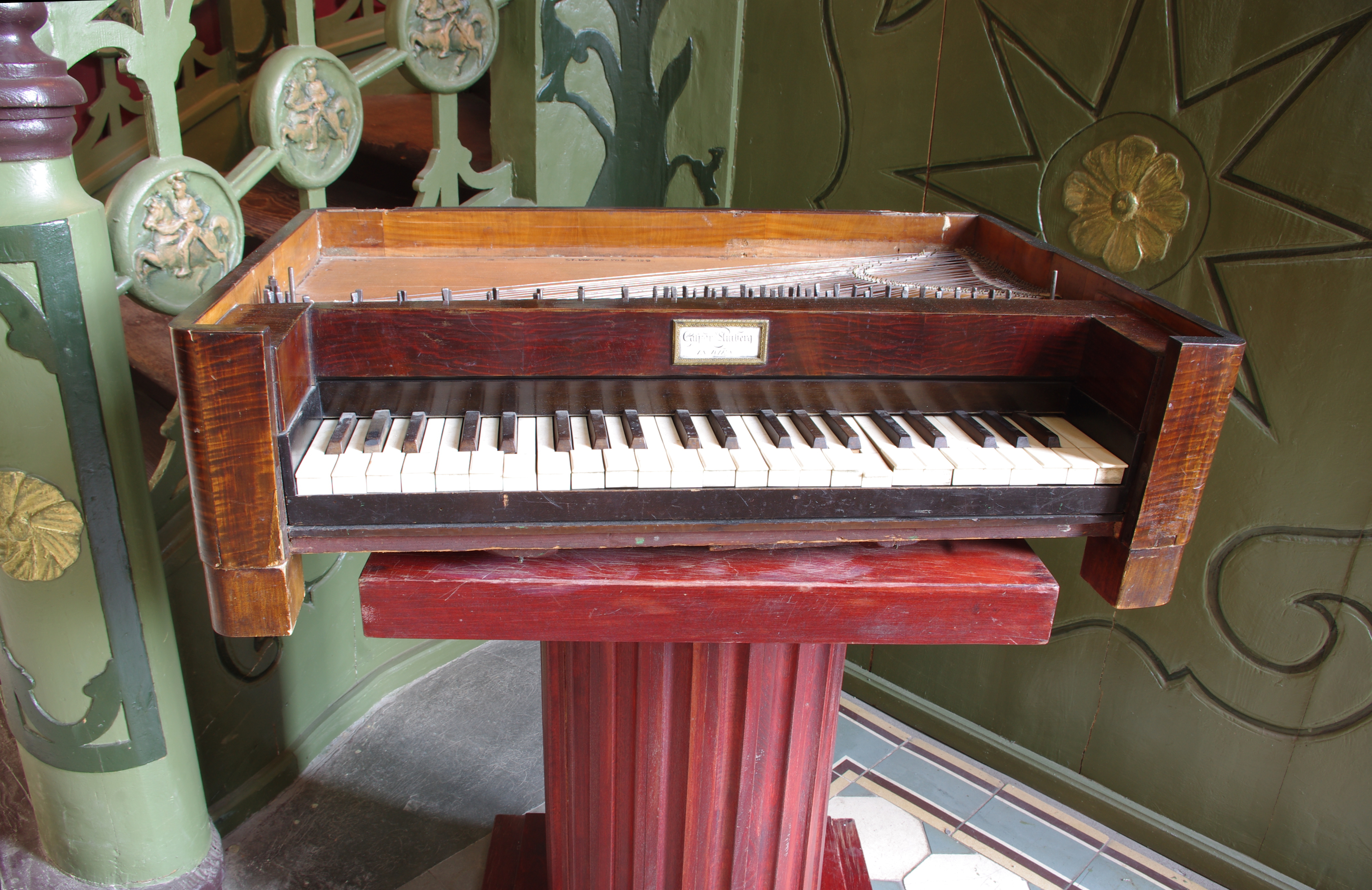
Zabytkowe pianino dziecięce